# Linea di trasmissione

Una linea di trasmissione senza perdite che termina con un'impedenza di carico, adattata all'impedenza caratteristica, che assorbe completamente l'onda. In questa illustrazione, il campo elettrico corrispondente alla tensione tra i due conduttori paralleli orizzontali è verticale e punta dal rosso al blu. I punti neri rappresentano gli elettroni. In ogni istante t e in ogni posizione x, la tensione V(x,t) tra i due conduttori è generata dalla differenza tra il numero di elettroni liberi di conduzione presenti in essi ma, nonostante questa differenza, la corrente I(x,t) nei due conduttori, pur avendo verso opposto, è comunque uguale, poiché non è legata al numero di elettroni liberi di conduzione presenti nella posizione considerata ma dipende da quanti elettroni per unità di tempo stanno fluendo nelle posizioni adiacenti.

La linea di trasmissione è costituita generalmente da un cavo o da una struttura attua a trasportare segnali (nel campo dell'elettronica) o energia (nel campo dell'elettrotecnica) per grandi distanze; nel caso di trasmissione di energia elettrica, le linee sono esercite ad alta tensione.
Per esempio, le linee di trasmissione sono molto importanti nel campo della microelettronica, in particolare nella progettazione dell'hardware in informatica, e, in generale, tutte le volte in cui ci sono componenti che operano in alta frequenza, connessi tra loro, e che ricevono energia da un generatore mediante conduttori di dimensioni non trascurabili rispetto alle lunghezze d'onda in gioco. Infatti, in alcuni casi, nello studio di un circuito e nell'analisi di uno schema elettrico si applica l'approssimazione di considerare solo i generatori e i componenti, trascurando completamente i conduttori che ne garantiscono il collegamento, mentre, invece, la presenza di tali conduttori può avere degli effetti non trascurabili e, in tal caso, tale approssimazione non è più valida.

## Descrizione

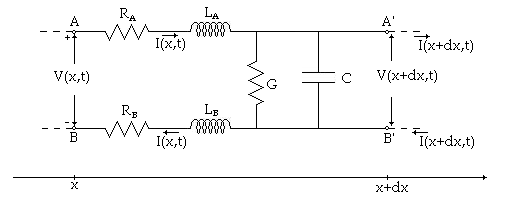
Modello generale di linea di trasmissione.

Nel modello più generale una linea di trasmissione può essere schematizzata come due conduttori paralleli che connettono un generatore {\displaystyle V(x,t)} ed un carico elettrico. In figura è mostrato un modello generale della linea di trasmissione: essa è un tipico elemento a costanti distribuite, perciò si considerano tutti gli elementi per unità di lunghezza, cioè considereremo la lunghezza tra i punti {\displaystyle A,A'} e i punti {\displaystyle B,B'} una lunghezza {\displaystyle dx}. Come si vede dalla figura bisogna tenere in considerazione diversi elementi: intanto i due conduttori paralleli hanno una loro resistenza {\displaystyle R_{A}} ed {\displaystyle R_{B}} ed una loro induttanza {\displaystyle L_{A}} ed {\displaystyle L_{B}} che sono responsabili di cadute di potenziale sulla linea. Poi bisogna tenere presente della conduttanza {\displaystyle G} e della capacità {\displaystyle C} tra i due conduttori.
Tutti questi elementi, normalmente, sono forniti per unità di lunghezza, cioè ad esempio:
{\displaystyle R_{A}^{T}=R_{A}dx}
dove {\displaystyle R_{A}^{T}} è la resistenza totale nel tratto {\displaystyle dx}.
La linea di trasmissione rappresenta un valido modello teorico di propagazione del segnale elettrico a cui possono essere ricondotte anche alcune strutture di guida d'onda come il cavo coassiale.

## Cadute di tensione e di corrente
Nel modello della linea di trasmissione vi sono cadute di tensione tra {\displaystyle A,A'} e tra {\displaystyle B,B'}, dovute alle resistenze ed alle induttanze, che sono quantificabili sempre nel tratto {\displaystyle x,x+dx} come:
{\displaystyle dV_{A}=V_{A'}(x+dx,t)-V_{A}(x,t)=-R_{A}^{T}\cdot I(x,t)-L_{A}^{T}{\frac {\partial I(x,t)}{\partial t}}}
{\displaystyle dV_{B}=V_{B'}(x+dx,t)-V_{B}(x,t)=R_{B}^{T}\cdot I(x,t)+L_{B}^{T}{\frac {\partial I(x,t)}{\partial t}}}
per cui la variazione di tensione nel tratto {\displaystyle x,x+dx} è:
{\displaystyle V(x+dx)-V(x)=\left[V_{A'}(x+dx,t)-V_{B'}(x+dx,t)\right]-\left[V_{A}(x,t)-V_{B}(x,t)\right]=dV_{A}-dV_{B}=-(R_{A}^{T}+R_{B}^{T})I(x,t)-(L_{A}^{T}+L_{B}^{T}){\frac {\partial I(x,t)}{\partial t}}=}
{\displaystyle =-(R_{A}+R_{B})dx\cdot I(x,t)-(L_{A}+L_{B})dx\cdot {\frac {\partial I(x,t)}{\partial t}}=-Rdx\cdot I(x,t)-Ldx\cdot {\frac {\partial I(x,t)}{\partial t}}}
dove {\displaystyle R=R_{A}+R_{B}} ed {\displaystyle L=L_{A}+L_{B}}. In definitiva, differenziando (in {\displaystyle dx}):
{\displaystyle {\frac {\partial V(x,t)}{\partial x}}=-RI(x,t)-L{\frac {\partial I(x,t)}{\partial t}}}
si nota che la variazione della tensione dovuta al termine resistivo è lineare e decrescente, mentre la variazione della tensione per il termine induttivo dipende dal segno della derivata della corrente, quindi può essere decrescente o crescente.
Per quanto riguarda le perdite di corrente vediamo che sono attribuibili alla presenza di una conduzione (G, conduttanza elettrica è l'inverso della resistenza elettrica) e di una capacità (C) tra i due conduttori della linea. Nel tratto {\displaystyle x,x+dx}:
{\displaystyle \ dI_{(G)}(x,t)=-G^{T}V(x,t)}
{\displaystyle \ dI_{(C)}(x,t)=-C^{T}{\frac {\partial V(x,t)}{\partial t}}}
per cui la variazione di corrente dipende dal segno di {\displaystyle V(x,t)} come si vede in figura: {\displaystyle V_{A}>V_{B}} quindi la corrente fluisce da {\displaystyle A} verso {\displaystyle A'}, viceversa fluisce una corrente opposta da {\displaystyle B'} a {\displaystyle B}. Dunque la perdita di corrente, differenziando, è:
{\displaystyle {\frac {\partial I(x,t)}{\partial x}}=-GV(x,t)-C{\frac {\partial V(x,t)}{\partial t}}}
Le equazioni generali della linea di trasmissione, note come equazioni dei telegrafisti, sono:
(1){\displaystyle \ {\frac {\partial V(x,t)}{\partial x}}=-RI(x,t)-L{\frac {\partial I(x,t)}{\partial t}}}
(2){\displaystyle \ {\frac {\partial I(x,t)}{\partial x}}=-GV(x,t)-C{\frac {\partial V(x,t)}{\partial t}}}
dove, come detto, R, G, L, e C sono considerate per unità di lunghezza. Imponendo le opportune condizioni al contorno per queste due equazioni si hanno le soluzioni generali.
È possibile, con opportuni passaggi, trasformare la (1) e la (2) in equazioni differenziali alle derivate parziali in una sola funzione incognita, V(x,t) oppure I(x,t). Tuttavia, in generele, le equazioni così ottenute non si presentano nella forma di un'equazione delle onde. Affinché ciò accada, come vedremo nel prossimo paragrafo, è richiesto che R e G siano entrambi nulli.
Per esempio, allo scopo di ottenere un'equazione nella sola funzione incognita V(x,t), deriviamo la (1) rispetto a x e la (2) rispetto a t:
{\displaystyle {\frac {\partial ^{2}V(x,t)}{\partial x^{2}}}=-R{\frac {\partial I(x,t)}{\partial x}}-L{\frac {\partial ^{2}I(x,t)}{\partial x\partial t}}}
{\displaystyle {\frac {\partial ^{2}I(x,t)}{\partial x\partial t}}=-G{\frac {\partial V(x,t)}{\partial t}}-C{\frac {\partial ^{2}V(x,t)}{\partial t^{2}}}}
A questo punto, nella prima equazione sostituiamo l'espressione di {\displaystyle {\frac {\partial I(x,t)}{\partial x}}} data dalla (2) e l'espressione di {\displaystyle {\frac {\partial ^{2}I(x,t)}{\partial x\partial t}}} data dalla seconda equazione:
{\displaystyle {\begin{aligned}{\frac {\partial ^{2}V(x,t)}{\partial x^{2}}}=-R\left(-GV(x,t)-C{\frac {\partial V(x,t)}{\partial t}}\right)-L\left(-G{\frac {\partial V(x,t)}{\partial t}}-C{\frac {\partial ^{2}V(x,t)}{\partial t^{2}}}\right)\\[6pt]=RGV(x,t)+RC{\frac {\partial V(x,t)}{\partial t}}+LG{\frac {\partial V(x,t)}{\partial t}}+LC{\frac {\partial ^{2}V(x,t)}{\partial t^{2}}}\\[6pt]=LC{\frac {\partial ^{2}V(x,t)}{{\partial t}^{2}}}+(RC+GL){\frac {\partial V(x,t)}{\partial t}}+GRV(x,t)\\[6pt]\end{aligned}}}
In sintesi:
(3){\displaystyle \ {\frac {\partial ^{2}V(x,t)}{\partial x^{2}}}-\left(LC{\frac {\partial ^{2}V(x,t)}{{\partial t}^{2}}}+(RC+GL){\frac {\partial V(x,t)}{\partial t}}+GRV(x,t)\right)=0}
Analogamente, allo scopo di ottenere un'equazione nella sola funzione incognita I(x,t), derivando la (1) rispetto a t e la (2) rispetto a x, completando i passaggi si ottiene:
(4){\displaystyle \ {\frac {\partial ^{2}I(x,t)}{{\partial x}^{2}}}-\left(LC{\frac {\partial ^{2}I(x,t)}{{\partial t}^{2}}}+(RC+GL){\frac {\partial I(x,t)}{\partial t}}+GRI(x,t)\right)=0}
Come si può vedere, in entrambe le equazioni in una sola funzione incognita ottenute, non compare soltanto la derivata parziale seconda rispetto al tempo, pertanto non si tratta di ordinarie equazioni delle onde. I termini aggiuntivi sono responsabili della degradazione (cioè distorsione e attenuazione) dei segnali che si propagano lungo la linea.

## Linea non dissipativa
Il caso di linea non dissipativa implica che {\displaystyle R=0,G=0} e le equazioni (1) e (2) si riducono a:
(5){\displaystyle \ {\frac {\partial V(x,t)}{\partial x}}=-L{\frac {\partial I(x,t)}{\partial t}}}
(6){\displaystyle \ {\frac {\partial I(x,t)}{\partial x}}=-C{\frac {\partial V(x,t)}{\partial t}}}
derivando la (5) rispetto a x e la (6) rispetto a t:
{\displaystyle {\frac {\partial ^{2}V(x,t)}{\partial x^{2}}}=-L{\frac {\partial ^{2}I(x,t)}{\partial x\partial t}}}
{\displaystyle {\frac {\partial ^{2}I(x,t)}{\partial x\partial t}}=-C{\frac {\partial ^{2}V(x,t)}{\partial t^{2}}}}
che uguagliando danno:
(7){\displaystyle \ {\frac {\partial ^{2}V(x,t)}{\partial x^{2}}}-LC{\frac {\partial ^{2}V(x,t)}{\partial t^{2}}}=0}
e analogamente derivando la (5) rispetto a t e la (6) rispetto a x:
(8){\displaystyle \ {\frac {\partial ^{2}I(x,t)}{\partial x^{2}}}-LC{\frac {\partial ^{2}I(x,t)}{\partial t^{2}}}=0}
Le equazioni (7) e (8) sono due tipiche equazioni delle onde unidimensionali, le cui soluzioni sono onde che si propagano con velocità costante pari a:
(9){\displaystyle \ v={\frac {1}{\sqrt {LC}}}} .
In generale, per un'onda elettromagnetica all'interno di un mezzo non dissipativo, si ha che:
(10){\displaystyle \ v={\frac {1}{\sqrt {\mu \varepsilon }}}}
che prende il nome di velocità di fase, {\displaystyle \mu } è la permeabilità magnetica e {\displaystyle \varepsilon } è la costante dielettrica del mezzo e quindi, confrontando la (9) e la (10):
(11){\displaystyle \ LC=\mu \varepsilon }
La soluzione generale delle (5) e (6) è del tipo:
(12){\displaystyle \ V(x,t)=f(x-vt)+g(x+vt)}
(13){\displaystyle \ I(x,t)={\frac {1}{R_{0}}}[f(x-vt)-g(x+vt)]}
cioè in generale possono coesistere onde di tensione e di corrente sia progressive che regressive, è chiaro che la soluzione esplicita dipende dalla forma della tensione d'ingresso {\displaystyle V(x,t)}. Si può ricavare l'espressione esplicita della costante {\displaystyle R_{0}} per confronto delle due soluzioni:
(14){\displaystyle \ R_{0}={\sqrt {\frac {L}{C}}}}
che si chiama impedenza caratteristica della linea.
Infatti, come è noto, la soluzione generale dell'equazione delle onde unidimensionale (7) è del tipo 
{\displaystyle V(x,t)=f(x-vt)+g(x+vt)}
con {\displaystyle v={\frac {1}{\sqrt {LC}}}} .
Allora, dalla (6) si ha 
{\displaystyle {\begin{aligned}{\frac {\partial I(x,t)}{\partial x}}=-C{\frac {\partial V(x,t)}{\partial t}}\\[6pt]=-C{\frac {\partial }{\partial t}}{\bigl [}f(x-vt)+g(x+vt){\bigr ]}=-C{\bigl [}(-v)\cdot f'(x-vt)+v\cdot g'(x+vt){\bigr ]}\\[6pt]=Cv{\bigl [}f'(x-vt)-g'(x+vt){\bigr ]}={\frac {C}{\sqrt {LC}}}{\bigl [}f'(x-vt)-g'(x+vt){\bigr ]}\\[6pt]={\sqrt {\frac {C}{L}}}{\bigl [}f'(x-vt)-g'(x+vt){\bigr ]}={\frac {1}{R_{0}}}{\bigl [}f'(x-vt)-g'(x+vt){\bigr ]}\\[6pt]={\frac {1}{R_{0}}}{\biggl [}{\frac {\partial f}{\partial x}}(x-vt)-{\frac {\partial g}{\partial x}}(x+vt){\biggr ]}\\[6pt]\end{aligned}}}
In sintesi, si ha 
{\displaystyle {\frac {\partial }{\partial x}}I(x,t)={\frac {1}{R_{0}}}{\frac {\partial }{\partial x}}{\bigl [}f(x-vt)-g(x+vt){\bigr ]}}
Dunque, integrando entrambi i membri rispetto a x, senza considerare termini costanti che possono essere ritenuti non significativi ai fini della propagazione ondosa, si ottieme 
{\displaystyle I(x,t)={\frac {1}{R_{0}}}[f(x-vt)-g(x+vt)]}
Da notare che le soluzioni sono quelle senza dissipazione e i campi sono di tipo TEM (trasversi elettromagnetici).

## Linea in regime sinusoidale dissipativa
Vediamo il caso notevole di generatore di onda sinusoidale. In tal caso, anche la tensione e la corrente in un generico punto x della linea hanno andamento sinusoidale e, applicando il metodo simbolico, scriviamo:
{\displaystyle \mathbf {V} (x,t)=\mathbf {V} (x)e^{j\omega t}\ \ \ } con {\displaystyle \ \ \ V(x,t)=Re[\mathbf {V} (x,t)]}
{\displaystyle \ \mathbf {I} (x,t)\ =\ \mathbf {I} (x)e^{j\omega t}\ \ \ } con {\displaystyle \ \ \ \ I(x,t)=Re[\mathbf {I} (x,t)]}
dove j è l'unità immaginaria e {\displaystyle \omega } è la frequenza angolare o pulsazione, tenendo presente che 
- ha significato fisico solo la parte reale delle grandezze complesse così introdotte,
- eventuali fasi iniziali e, in generale, termini additivi costanti presenti all'esponente di ciascun esponenziale complesso vengono inclusi nei termini complessi {\displaystyle \mathbf {V} (x)} e {\displaystyle \mathbf {I} (x)}.

È possibile, allora, provare che dalle equazioni (1) e (2) si ottiene:
(15) {\displaystyle \ {\frac {d^{2}\mathbf {V} (x)}{dx^{2}}}-\gamma ^{2}\mathbf {V} (x)=0}
(16) {\displaystyle \ {\frac {d^{2}\mathbf {I} (x)}{dx^{2}}}-\gamma ^{2}\mathbf {I} (x)=0}
dove
(17){\displaystyle {\begin{aligned}\gamma ={\sqrt {\mathbf {Z} \mathbf {Y} }}={\sqrt {(R+j\omega L)(G+j\omega C)}}\\[6pt]={\sqrt {LC}}{\sqrt {-\omega ^{2}+j\omega \left({\frac {R}{L}}+{\frac {G}{C}}\right)+{\frac {RG}{LC}}}}\\[6pt]\end{aligned}}}
è la cosiddetta costante di propagazione e dove {\displaystyle \mathbf {Z} =R+j\omega L} ed {\displaystyle \mathbf {Y} =G+j\omega C} sono, rispettivamente, l'impedenza per unità di lunghezza e l'ammettenza per unità di lunghezza della linea.
Infatti, viste le espressioni di {\displaystyle \mathbf {V} (x,t)} e {\displaystyle \mathbf {I} (x,t)} in regime sinusoidale, possiamo riscrivere la (1) e la (2) nel modo seguente:
{\displaystyle {\frac {\partial }{\partial x}}[\mathbf {V} (x)e^{j\omega t}]=-R\mathbf {I} (x)e^{j\omega t}-L{\frac {\partial }{\partial t}}[\mathbf {I} (x)e^{j\omega t}]}
{\displaystyle {\frac {\partial }{\partial x}}[\mathbf {I} (x)e^{j\omega t}]=-G\mathbf {V} (x)e^{j\omega t}-C{\frac {\partial }{\partial t}}[\mathbf {V} (x)e^{j\omega t}]}
ossia
{\displaystyle e^{j\omega t}{\frac {d}{dx}}\mathbf {V} (x)=-R\mathbf {I} (x)e^{j\omega t}-j\omega L\mathbf {I} (x)e^{j\omega t}}
{\displaystyle e^{j\omega t}{\frac {d}{dx}}\mathbf {I} (x)=-G\mathbf {V} (x)e^{j\omega t}-j\omega C\mathbf {V} (x)e^{j\omega t}}
e, dividendo membro a membro per {\displaystyle e^{j\omega t}}, otteniamo:
(18){\displaystyle \ {\frac {d}{dx}}\mathbf {V} (x)=-R\mathbf {I} (x)-j\omega L\mathbf {I} (x)=-\mathbf {Z} \mathbf {I} (x)}
(19){\displaystyle \ {\frac {d}{dx}}\mathbf {I} (x)=-G\mathbf {V} (x)-j\omega C\mathbf {V} (x)=-\mathbf {Y} \mathbf {V} (x)}
avendo posto
{\displaystyle \mathbf {Z} =R+j\omega L}
{\displaystyle \mathbf {Y} =G+j\omega C}
A questo punto, derivando membro a membro rispetto a x,
{\displaystyle {\frac {d^{2}}{dx^{2}}}\mathbf {V} (x)=-\mathbf {Z} {\frac {d}{dx}}\mathbf {I} (x)}
{\displaystyle {\frac {d^{2}}{dx^{2}}}\mathbf {I} (x)=-\mathbf {Y} {\frac {d}{dx}}\mathbf {V} (x)}
e poi sostituendo l'espressione ottenuta poc'anzi per {\displaystyle {\frac {d}{dx}}\mathbf {I} (x)} nella prima uguaglianza e l'espressione ottenuta poc'anzi per {\displaystyle {\frac {d}{dx}}\mathbf {V} (x)} nella seconda, otteniamo infine
{\displaystyle {\frac {d^{2}\mathbf {V} (x)}{dx^{2}}}=\mathbf {ZYV} (x)=\gamma ^{2}\mathbf {V} (x)}
{\displaystyle {\frac {d^{2}\mathbf {I} (x)}{dx^{2}}}=\mathbf {ZYI} (x)=\gamma ^{2}\mathbf {I} (x)}
ossia
{\displaystyle {\frac {d^{2}\mathbf {V} (x)}{dx^{2}}}-\gamma ^{2}\mathbf {V} (x)=0}
{\displaystyle {\frac {d^{2}\mathbf {I} (x)}{dx^{2}}}-\gamma ^{2}\mathbf {I} (x)=0}
avendo posto
{\displaystyle {\begin{aligned}\gamma ={\sqrt {\mathbf {ZY} }}={\sqrt {(R+j\omega L)(G+j\omega C)}}\\[6pt]={\sqrt {j^{2}\omega ^{2}LC+j\omega (RC+LG)+RG}}\\[6pt]={\sqrt {LC}}{\sqrt {-\omega ^{2}+j\omega \left({\frac {R}{L}}+{\frac {G}{C}}\right)+{\frac {RG}{LC}}}}\\[6pt]\end{aligned}}}
La soluzione generale di queste equazioni (15) e (16) è:
(20){\displaystyle \ \mathbf {V} (x)=\mathbf {V_{1}} e^{-\gamma x}+\mathbf {V_{2}} e^{\gamma x}=\mathbf {V_{1}} e^{-\alpha x}e^{-j\beta x}+\mathbf {V_{2}} e^{\alpha x}e^{j\beta x}}
(21){\displaystyle \ \ \mathbf {I} (x)={\frac {1}{\mathbf {Z_{0}} }}[\mathbf {V_{1}} e^{-\gamma x}-\mathbf {V_{2}} e^{\gamma x}]={\frac {1}{\mathbf {Z_{0}} }}[\mathbf {V_{1}} e^{-\alpha x}e^{-j\beta x}-\mathbf {V_{2}} e^{\alpha x}e^{j\beta x}]}
dove
{\displaystyle \ \mathbf {Z_{0}} ={\sqrt {\frac {\mathbf {Z} }{\mathbf {Y} }}}={\sqrt {\frac {R+j\omega L}{G+j\omega C}}}} è un numero complesso che, come vedremo nel prossimo paragrafo, nel caso di linee non dissipative si riduce all'impedenza caratteristica {\displaystyle R_{0}}
e dove
{\displaystyle \ \gamma =\alpha +j\beta } in modo che {\displaystyle \alpha } rappresenti la costante di attenuazione dell'onda e {\displaystyle \beta } rappresenti la phase-shift cioè la costante di fase.
Infatti, come è noto, la soluzione generale di un'equazione differenziale lineare omogenea a coefficienti costanti che ha la forma della (15) è del tipo
{\displaystyle \mathbf {V} (x)=\mathbf {V_{1}} e^{-\gamma x}+\mathbf {V_{2}} e^{\gamma x}}
Allora, dalla (18) si ha 
{\displaystyle {\begin{aligned}\mathbf {I} (x)=-{\frac {1}{\mathbf {Z} }}{\frac {d}{dx}}\mathbf {V} (x)=\mathbf {V_{1}} {\frac {\gamma }{\mathbf {Z} }}e^{-\gamma x}-\mathbf {V_{2}} {\frac {\gamma }{\mathbf {Z} }}e^{\gamma x}\\[6pt]=\mathbf {V_{1}} {\frac {\sqrt {\mathbf {ZY} }}{\mathbf {Z} }}e^{-\gamma x}-\mathbf {V_{2}} {\frac {\sqrt {\mathbf {ZY} }}{\mathbf {Z} }}e^{\gamma x}=\mathbf {V_{1}} {\sqrt {\frac {\mathbf {Y} }{\mathbf {Z} }}}e^{-\gamma x}-\mathbf {V_{2}} {\sqrt {\frac {\mathbf {Y} }{\mathbf {Z} }}}e^{\gamma x}\\[6pt]=\mathbf {V_{1}} {\frac {1}{\mathbf {Z_{0}} }}e^{-\gamma x}-\mathbf {V_{2}} {\frac {1}{\mathbf {Z_{0}} }}e^{\gamma x}={\frac {1}{\mathbf {Z_{0}} }}[\mathbf {V_{1}} e^{-\gamma x}-\mathbf {V_{2}} e^{\gamma x}]\\[6pt]\end{aligned}}}
Supponendo {\displaystyle \mathbf {V_{1}} =V_{1}e^{j\phi _{1}}}, {\displaystyle \mathbf {V_{2}} =V_{2}e^{j\phi _{2}}}, {\displaystyle \mathbf {Z_{0}} =Z_{0}e^{j\varphi }} ed esplicitando per avere la soluzione reale, otteniamo:
(22){\displaystyle {\begin{aligned}Re[\mathbf {V} (x)e^{j\omega t}]=\\[6pt]V(x,t)=V_{1}e^{-\alpha x}\cos(\omega t-\beta x+\phi _{1})+V_{2}e^{\alpha x}\cos(\omega t+\beta x+\phi _{2})\\[6pt]\end{aligned}}}
e analogamente:
(23){\displaystyle {\begin{aligned}Re[\mathbf {I} (x)e^{j\omega t}]=\\[6pt]I(x,t)={\frac {V_{1}}{Z_{0}}}e^{-\alpha x}\cos(\omega t-\beta x+\phi _{1}-\varphi )-{\frac {V_{2}}{Z_{0}}}e^{\alpha x}\cos(\omega t+\beta x+\phi _{2}-\varphi )\\[6pt]\end{aligned}}}
per l'onda di corrente, dove sussiste anche la fase {\displaystyle \varphi } dovuta alla presenza di {\displaystyle Z_{0}}. Dalla (22) si vede bene che, nel caso più generale, coesistono due onde di tensione, una progressiva e una regressiva, la cui ampiezza si attenua esponenzialmente (per le dissipazioni) come {\displaystyle \alpha } (analogamente, come si vede dalla (23), coesistono due onde di corrente). La velocità di propagazione è la velocità di fase ed è data da:
(24){\displaystyle \ v={\frac {dx}{dt}}={\frac {\omega }{\beta }}}
con lunghezza d'onda:
(25){\displaystyle \ \lambda ={\frac {2\pi }{\beta }}={\frac {2\pi v}{\omega }}={\frac {v}{\nu }}={v}{T}}
Infatti, imponendo che l'argomento del coseno sia costante, si ha
{\displaystyle \omega t\mp \beta x=k}
dove abbiamo incluso nella costante k eventuali fasi presenti,
da cui:
{\displaystyle x=\mp {\frac {k-\omega t}{\beta }}}
da cui, ancora:
{\displaystyle v={\frac {dx}{dt}}=\pm {\frac {\omega }{\beta }}}
dove si ha il segno + per l'onda progressiva e il segno - per quella regressiva.
Inoltre, ad un istante t fissato, un'intera lunghezza d'onda {\displaystyle \lambda } viene completata se l'argomento del coseno varia di {\displaystyle 2\pi }, pertanto deve essere:
{\displaystyle \beta \lambda =2\pi }
da cui:
{\displaystyle \lambda ={\frac {2\pi }{\beta }}={\frac {2\pi v}{\omega }}}
Inoltre, poiché la pulsazione {\displaystyle \omega } si ottiene moltiplicando la frequenza {\displaystyle \nu } per {\displaystyle 2\pi }, si ha:
{\displaystyle \lambda ={\frac {v}{\nu }}}
e, infine, poiché durante un periodo T viene percorsa una lunghezza d'onda, si ha anche:
{\displaystyle v={\frac {\lambda }{T}}}
ossia
{\displaystyle \lambda ={v}{T}}
Utilizzando la (24) e la (25), possiamo dare un'altra forma alla (22):
(26) {\displaystyle \ V(x,t)=V_{1}e^{-\alpha x}\cos \left({\frac {2\pi }{T}}t-{\frac {2\pi }{\lambda }}x+\phi _{1}\right)+V_{2}e^{\alpha x}\cos \left({\frac {2\pi }{T}}t+{\frac {2\pi }{\lambda }}x+\phi _{2}\right)}
e, analogamente, alla (23):
(27){\displaystyle \ I(x,t)={\frac {V_{1}}{Z_{0}}}e^{-\alpha x}\cos \left({\frac {2\pi }{T}}t-{\frac {2\pi }{\lambda }}x+\phi _{1}-\varphi \right)-{\frac {V_{2}}{Z_{0}}}e^{\alpha x}\cos \left({\frac {2\pi }{T}}t+{\frac {2\pi }{\lambda }}x+\phi _{2}-\varphi \right)}

## Regime sinusoidale non dissipativo
Nel caso non dissipativo, cioè qualora {\displaystyle R=G=0}, dalla (17), l'espressione del parametro {\displaystyle \gamma } si riduce a:
{\displaystyle \gamma =j\omega {\sqrt {LC}}}
pertanto, in tal caso, {\displaystyle \alpha =0}, quindi non vi è attenuazione, e {\displaystyle \beta =\omega {\sqrt {LC}}}. Allora, per la (24), la velocità di fase diventa:
(24'){\displaystyle \ v={\frac {\omega }{\beta }}={\frac {1}{\sqrt {LC}}}}
e ritroviamo l'espressione (9) della velocità di propagazione in una linea non dissipativa data dalle equazioni delle onde (7) e (8).
La (26) diventa in questo caso:
{\displaystyle V(x,t)=V_{1}\cos \left({\frac {2\pi }{T}}t-{\frac {2\pi }{\lambda }}x+\phi _{1}\right)+V_{2}\cos \left({\frac {2\pi }{T}}t+{\frac {2\pi }{\lambda }}x+\phi _{2}\right)}
dove al solito {\displaystyle \omega ={\frac {2\pi }{T}}}. Il parametro {\displaystyle \tau _{0}={\sqrt {LC}}} rappresenta il ritardo per unità di lunghezza della linea di trasmissione, che ci dice come le linee di trasmissione propaghino i segnali con ritardo, ma senza attenuazione del segnale.
Un caso particolare per l'onda di corrente (23) è quando si annulla la fase {\displaystyle \varphi }, la quale è l'argomento del numero complesso
{\displaystyle \mathbf {Z_{0}} ={\sqrt {\frac {\mathbf {Z} }{\mathbf {Y} }}}={\sqrt {\frac {R+j\omega L}{G+j\omega C}}}={\sqrt {\frac {(G-j\omega C)(R+j\omega L)}{G^{2}+\omega ^{2}C^{2}}}}={\sqrt {\frac {(RG+\omega ^{2}LC)+j\omega (GL-RC)}{G^{2}+\omega ^{2}C^{2}}}}}
e vale
{\displaystyle {\begin{aligned}\varphi ={\frac {1}{2}}\arg {\frac {(RG+\omega ^{2}LC)+j\omega (GL-RC)}{G^{2}+\omega ^{2}C^{2}}}\\[6pt]={\frac {1}{2}}\arg((RG+\omega ^{2}LC)+j\omega (GL-RC))={\frac {1}{2}}\arctan {\frac {\omega (GL-RC)}{RG+\omega ^{2}LC}}\\[6pt]\end{aligned}}}
Ciò avviene per:
{\displaystyle RC=GL}
caso generale che affronteremo nel prossimo paragrafo, e in particolare avviene per
{\displaystyle R=G=0}
che corrisponde di nuovo alla condizione non dissipativa. In tal caso {\displaystyle \mathbf {Z_{0}} } si riduce ad essere reale:
{\displaystyle R_{0}={\sqrt {\frac {L}{C}}}}
e quindi si riduce all'impedenza caratteristica, poiché
{\displaystyle \mathbf {Z_{0}} ={\sqrt {\frac {\mathbf {Z} }{\mathbf {Y} }}}={\sqrt {\frac {R+j\omega L}{G+j\omega C}}}={\sqrt {\frac {j\omega L}{j\omega C}}}={\sqrt {\frac {L}{C}}}}
e l'onda di corrente (27) si riduce a:
{\displaystyle I(x,t)={\frac {V_{1}}{R_{0}}}\cos \left({\frac {2\pi }{T}}t-{\frac {2\pi }{\lambda }}x+\phi _{1}\right)-{\frac {V_{2}}{R_{0}}}\cos \left({\frac {2\pi }{T}}t+{\frac {2\pi }{\lambda }}x+\phi _{2}\right)}

## Caso non distorcente
Dalla (17):
{\displaystyle \gamma ={\sqrt {LC}}{\sqrt {-\omega ^{2}+j\omega \left({\frac {R}{L}}+{\frac {G}{C}}\right)+{\frac {RG}{LC}}}}}
si vede che nel caso in cui è verificata la condizione, nota come condizione di Heaviside:
(28) {\displaystyle \ {\frac {R}{L}}={\frac {G}{C}}\,\,\,\Leftrightarrow \,\,\,RC=GL}
si ha:
{\displaystyle {\begin{aligned}\gamma =\alpha +j\beta ={\sqrt {LC}}{\sqrt {-\omega ^{2}+2j\omega {\frac {R}{L}}+\left({\frac {R}{L}}\right)^{2}}}\\[6pt]={\sqrt {LC}}\left({\frac {R}{L}}+j\omega \right)=R{\sqrt {\frac {C}{L}}}+j\omega {\sqrt {LC}}\\[6pt]\end{aligned}}}
da cui:
{\displaystyle \alpha =R{\sqrt {\frac {C}{L}}}}
e
{\displaystyle \beta =\omega {\sqrt {LC}}}
In tal caso, quindi, {\displaystyle \alpha } non dipende più dalla frequenza e {\displaystyle \beta } è linearmente crescente con la frequenza, mentre la velocità di propagazione non dipende dalla frequenza:
(24''){\displaystyle \ v={\frac {\omega }{\beta }}={\frac {1}{\sqrt {LC}}}}
come nel caso di linea non dissipativa.
Tutto ciò ci dice che la condizione (28) è la condizione di non distorsione, cioè che il segnale che si propaga entro la linea può essere attenuato ma, a meno dell'attenuazione, mantiene la stessa forma d'onda originaria.
Per quanto riguarda l'onda di corrente (23), ragionando allo stesso modo sui parametri {\displaystyle \alpha }, {\displaystyle \beta } e {\displaystyle \gamma }, si comprende che la condizione di non distorsione è sempre:
{\displaystyle RC=GL}
ed anche in tal caso la fase {\displaystyle \varphi } di {\displaystyle \mathbf {Z_{0}} } si annulla:
{\displaystyle \varphi ={\frac {1}{2}}\arctan {\frac {\omega (GL-RC)}{RG+\omega ^{2}LC}}=0}.
{\displaystyle \mathbf {Z_{0}} } diviene quindi reale e indipendente dalla frequenza, in quanto:
{\displaystyle \mathbf {Z_{0}} ={\sqrt {\frac {(RG+\omega ^{2}LC)+j\omega (GL-RC)}{G^{2}+\omega ^{2}C^{2}}}}={\sqrt {\frac {RG+\omega ^{2}LC}{G^{2}+\omega ^{2}C^{2}}}}={\sqrt {\frac {\left({\frac {R}{L}}+\omega ^{2}{\frac {C}{G}}\right)LG}{\left({\frac {G}{C}}+\omega ^{2}{\frac {C}{G}}\right)GC}}}={\sqrt {\frac {L}{C}}}} .
Allo stesso risultato si può arrivare direttamente dalla definizione di {\displaystyle \mathbf {Z_{0}} }:
{\displaystyle \mathbf {Z_{0}} ={\sqrt {\frac {\mathbf {Z} }{\mathbf {Y} }}}={\sqrt {\frac {R+j\omega L}{G+j\omega C}}}={\sqrt {\frac {\left({\frac {R}{L}}+j\omega \right)L}{\left({\frac {G}{C}}+j\omega \right)C}}}={\sqrt {\frac {L}{C}}}}
Si noti che si arriva alla stessa espressione ottenuta nel caso della linea di trasmissione non dissipativa. In questo caso però l'attenuazione è ancora presente, visto che {\displaystyle R} e {\displaystyle G} sono in generale differenti da {\displaystyle 0}.

## Fattore di velocità e lunghezza elettrica
Abbiamo visto, con la (24), che, in regime sinusoidale, fissata la frequenza e quindi la pulsazione, la velocità di propagazione entro una linea è
{\displaystyle \ v={\frac {\omega }{\beta }}}
e, in particolare, se la linea è non dissipativa, o non distorcente, per la (24') o per la (24''), si ha:
{\displaystyle v={\frac {\omega }{\beta }}={\frac {1}{\sqrt {LC}}}}
In generale, ad una data frequenza, si definisce fattore di velocità in una linea di trasmissione, spesso indicato con {\displaystyle VF} (dall'inglese velocity factor) il rapporto tra la velocità di propagazione entro la linea e la velocità di propagazione c dei segnali elettromagnetici nel vuoto:
{\displaystyle VF={\frac {v}{c}}={\frac {\omega }{c\beta }}}
Evidentemente, nel caso di una linea non dissipativa o non distorcente, esso non dipende dalla frequenza e si ha:
{\displaystyle \ VF={\frac {v}{c}}={\frac {\omega }{c\beta }}={\frac {1}{c{\sqrt {LC}}}}}
Essendo, in base alla teoria della relatività ristretta, c la massima velocità possibile, necessariamente si ha:
{\displaystyle \ 0<VF\leqslant 1}
Come mostra la (10), la velocità di propagazione entro una linea è correlata al dielettrico in essa impiegato, cioè al materiale isolante che separa i due conduttori con cui è realizzata la linea. 
Per esempio, ecco una tabella che mostra il fattore di velocità per alcuni cavi coassiali presenti in commercio, il quale può essere approssimato come costante nell'approssimazione di trattare tali cavi come linee non dissipative:
| Cavo coassiale                    | Fattore di velocità |
| --------------------------------- | ------------------- |
| RG 58 C/U MIL M17/028             | 0,66                |
| RG214/U MIL M17/075/U MIL M17/075 | 0,66                |
| RG 58 C/U FOAM                    | 0,80                |
| RG 213/U TYPE                     | 0,66                |
| FOAM XT2400                       | 0,81                |

Dalla (25) si può vedere che un'applicazione del fattore di velocità è quella di calcolare, a parità di frequenza, di quanto diminuisce la lunghezza d'onda entro la linea rispetto a quella che si avrebbe nel vuoto, o in una linea avente il vuoto come dielettrico. Infatti, fissata la frequenza, è facile mostrare che la lunghezza d'onda {\displaystyle \lambda } che si ha entro la linea è ridotta rispetto a quella nel vuoto {\displaystyle \lambda _{0}} di un fattore pari proprio al fattore di velocità, cioè:
(25'){\displaystyle \ \lambda =VF\cdot \lambda _{0}}
Infatti, detta {\displaystyle \nu } la frequenza, dalla (25) si ha:
{\displaystyle \ \lambda ={\frac {v}{\nu }}={\frac {VF\cdot c}{\nu }}=VF\cdot {\frac {c}{\nu }}=VF\cdot \lambda _{0}}
Calcolare la lunghezza di uno spezzone {\displaystyle {\frac {\lambda }{4}}}, ossia da un quarto di lunghezza d'onda, di cavo coassiale RG-213/U alla frequenza {\displaystyle \nu =20\ MHz}.
Nel vuoto si ha:
{\displaystyle \ \lambda _{0}={\frac {c}{\nu }}={\frac {3\cdot 10^{8}\ m/s}{20\ MHz}}={\frac {3\cdot 10^{8}\ m/s}{20\cdot 10^{6}s^{-1}}}=15\ m}
Dalla tabella precedente, sappiamo che per il cavo coassiale RG 213/U il fattore di velocità è {\displaystyle VF=0,66}. Pertanto, entro la linea si ha:
{\displaystyle \ \lambda =VF\cdot \lambda _{0}=0,66\cdot 15m\approx 10m}
da cui:
{\displaystyle \ {\frac {\lambda }{4}}\approx 2,5m}
La (25') può essere generalizzata per una lunghezza generica che non sia necessariamente la lunghezza d'onda, osservando che, a parità di tempo di propagazione di un segnale, la lunghezza {\displaystyle l} percorsa dal segnale entro la linea diminuisce, rispetto alla lunghezza {\displaystyle l_{0}} che sarebbe percorsa nel vuoto, o in una linea avente il vuoto come dielettrico, di un fattore pari proprio al fattore di velocità, cioè:
(25''){\displaystyle \ l=VF\cdot l_{0}}
Se come lunghezza {\displaystyle l} si considera proprio la lunghezza geometrica di un tratto di linea di trasmissione, la corrispondente lunghezza {\displaystyle l_{0}} che sarebbe percorsa nel vuoto prende il nome di lunghezza elettrica dello stesso tratto di linea e risulta maggiore della lunghezza geometrica.
Infatti, detta {\displaystyle T} il tempo di propagazione, si ha:
{\displaystyle \ l=vT=(VF\cdot c)\ T=VF\cdot (ct)=VF\cdot l_{0}}

## Impedenza d'ingresso e coefficiente di riflessione lungo la linea

### Impedenza d'ingresso in un punto della linea
Si definisce impedenza d'ingresso in un generico punto di una linea di trasmissione il rapporto tra la tensione ai capi di un generatore e la corrente erogata dallo stesso generatore connesso in quel punto della linea. In regime sinusoidale, indicate con {\displaystyle \mathbf {V} (x)} e {\displaystyle \mathbf {I} (x)}, rispettivamente, la tensione e la corrente in un generico punto x della linea, l'impedenza d'ingresso in tal punto è definita come:
(29) {\displaystyle \ \mathbf {Z_{in}} (x)={\frac {\mathbf {V} (x)}{\mathbf {I} (x)}}}
Anche se il generatore è connesso a inizio linea, ossia nel punto {\displaystyle x=0}, anche in un altro punto x della linea l'impedenza d'ingresso è comunque espressa dalla (29).
Assodato ciò, riscriviamo la (20) e la (21) nel seguente modo:
(20'){\displaystyle {\begin{aligned}\mathbf {V} (x)=\mathbf {V_{1}} e^{-\gamma x}+\mathbf {V_{2}} e^{\gamma x}\\[6pt]=\mathbf {V_{F}} (x)+\mathbf {V_{R}} (x)\\[6pt]\end{aligned}}}
(21'){\displaystyle {\begin{aligned}\mathbf {I} (x)={\frac {1}{\mathbf {Z_{0}} }}[\mathbf {V_{1}} e^{-\gamma x}-\mathbf {V_{2}} e^{\gamma x}]\\[6pt]={\frac {1}{\mathbf {Z_{0}} }}[\mathbf {V_{F}} (x)-\mathbf {V_{R}} (x)]\\[6pt]\end{aligned}}}
avendo indicato con {\displaystyle \mathbf {V_{F}} (x)} e {\displaystyle \mathbf {V_{R}} (x)}, rispettivamente, l'onda progressiva e l'onda regressiva di tensione.
Sostituendo nell'espressione dell'impedenza d'ingresso in un generico punto, otteniamo:
(29'){\displaystyle {\begin{aligned}\mathbf {Z_{in}} (x)={\frac {\mathbf {V} (x)}{\mathbf {I} (x)}}\\[6pt]\ =\mathbf {Z_{0}} {\frac {\mathbf {V_{1}} e^{-\gamma x}+\mathbf {V_{2}} e^{\gamma x}}{\mathbf {V_{1}} e^{-\gamma x}-\mathbf {V_{2}} e^{\gamma x}}}\\[6pt]=\mathbf {Z_{0}} {\frac {\mathbf {V_{F}} (x)+\mathbf {V_{R}} (x)}{\mathbf {V_{F}} (x)-\mathbf {V_{R}} (x)}}\\[6pt]\end{aligned}}}
Inoltre, notiamo che, prima dalla (20') insieme alla (29), poi dalla (21'), si ha:
(20''){\displaystyle \ \mathbf {V_{F}} (x)+\mathbf {V_{R}} (x)=\mathbf {I} (x)\mathbf {Z_{in}} (x)=\mathbf {V} (x)}
(21''){\displaystyle \ \mathbf {V_{F}} (x)-\mathbf {V_{R}} (x)=\mathbf {I} (x)\mathbf {Z_{0}} }
il che evidenzia la diversità tra impedenza d'ingresso in un punto della linea e impedenza caratteristica.

### Coefficiente di riflessione
Si definisce, invece, coefficiente di riflessione in un generico punto di una linea di trasmissione il rapporto tra l'onda di tensione regressiva e quella progressiva. Se l'onda regressiva è generata da una riflessione che avviene per la presenza di un carico a fine linea, si dice anche che il coefficiente di riflessione è definito come il rapporto tra l'onda di tensione riflessa e quella diretta:
(30){\displaystyle \ \rho (x)={\frac {\mathbf {V_{R}} (x)}{\mathbf {V_{F}} (x)}}={\frac {\mathbf {V_{2}} e^{\gamma x}}{\mathbf {V_{1}} e^{-\gamma x}}}={\frac {\mathbf {V_{2}} e^{-\gamma x}}{\mathbf {V_{1}e^{\gamma x}} }}={\frac {\mathbf {V_{2}} }{\mathbf {V_{1}} }}e^{2\gamma x}={\frac {\mathbf {V_{2}} }{\mathbf {V_{1}} }}e^{2\alpha x}e^{2j\beta x}}
da cui {\displaystyle \rho (x=0)={\frac {\mathbf {V_{2}} }{\mathbf {V_{1}} }}}, {\displaystyle \ \rho (x)=[\rho (x=0)]e^{2\gamma x}}. 
Si noti che, se l'onda regressiva non è presente, tale coefficiente risulta identicamente nullo.
Se la linea di trasmissione è dissipativa e l'onda regressiva è presente, al variare della posizione x lungo la linea, la rappresentazione parametrica di {\displaystyle \rho (x)} nel piano complesso {\displaystyle (Re[\rho ],Im[\rho ])} descrive una curva a spirale, a causa della presenza del termine {\displaystyle e^{2\alpha x}}.
Se, invece, la linea è non dissipativa e l'onda regressiva è presente, come visto in precedenza, si ha {\displaystyle \alpha =0} e {\displaystyle \beta =\omega {\sqrt {LC}}} e, per la (25), {\displaystyle \beta ={\frac {2\pi }{\lambda }}}, pertanto, al variare della posizione x lungo la linea, la rappresentazione parametrica di {\displaystyle \rho (x)} nel piano complesso {\displaystyle (Re[\rho ],Im[\rho ])}, ossia
(31){\displaystyle \ \rho (x)=[\rho (x=0)]e^{2j\beta x}=[\rho (x=0)]e^{2j{\frac {2\pi }{\lambda }}x}},
visto che l'esponenziale con esponente immaginario è una funzione periodica con modulo unitario, descrive una circonferenza, con modulo costante pari al raggio, percorsa in senso antiorario al crescere della distanza x dal generatore, completando un giro in mezza lunghezza d'onda, ossia {\displaystyle {\frac {\lambda }{2}}}, che è il periodo della funzione.
Supponiamo, ora, che una linea di trasmissione termini con un carico che ha impedenza {\displaystyle \mathbf {Z_{L}} }. Oltre alla coordinata spaziale x, introduciamo una seconda coordinata spaziale {\displaystyle l} che indica la distanza dal carico, pertanto è crescente nel senso inverso rispetto alla coordinata x, ossia andando dal carico verso il generatore, e il punto {\displaystyle l=0} corrisponde al carico, dunque, evidentemente, si ha:
(32){\displaystyle \ \mathbf {Z_{in}} (l=0)=\mathbf {Z_{L}} }
Inoltre, procedendo in senso inverso, il coefficiente di riflessione ha il seguente andamento:
(30'){\displaystyle \ \rho (l)=[\rho (l=0)]e^{-2\gamma l}}
e, se la linea è non dissipativa e l'onda regressiva è presente, la rappresentazione parametrica di {\displaystyle \rho (l)} nel piano complesso {\displaystyle (Re[\rho ],Im[\rho ])}, ossia
(31'){\displaystyle \ \rho (l)=[\rho (l=0)]e^{-2j\beta l}=[\rho (l=0)]e^{-2j{\frac {2\pi }{\lambda }}l}},
descrive una circonferenza percorsa in senso orario, sempre con periodo {\displaystyle {\frac {\lambda }{2}}}.
È possibile provare una relazione che lega coefficiente di riflessione, impedenza d'ingresso e impedenza caratteristica (o più precisamente il parametro complesso {\displaystyle \mathbf {Z_{0}} } che nel caso di linea non dissipativa si riduce a quest'ultima):
(33){\displaystyle \ {\frac {\mathbf {Z_{in}} (x)}{\mathbf {Z_{0}} }}={\frac {1+\rho (x)}{1-\rho (x)}}}
oppure, analogamente:
(33'){\displaystyle \ {\frac {\mathbf {Z_{in}} (l)}{\mathbf {Z_{0}} }}={\frac {1+\rho (l)}{1-\rho (l)}}}
Infatti, dividendo membro a membro la (20'') e la (21''), abbiamo:
{\displaystyle {\begin{aligned}{\frac {\mathbf {Z_{in}} (x)}{\mathbf {Z_{0}} }}={\frac {\mathbf {V_{F}} (x)+\mathbf {V_{R}} (x)}{\mathbf {V_{F}} (x)-\mathbf {V_{R}} (x)}}\\[6pt]={\frac {\frac {\mathbf {V_{F}} (x)+\mathbf {V_{R}} (x)}{\mathbf {V_{F}} (x)}}{\frac {\mathbf {V_{F}} (x)-\mathbf {V_{R}} (x)}{\mathbf {V_{F}} (x)}}}={\frac {1+{\frac {\mathbf {V_{R}} (x)}{\mathbf {V_{F}} (x)}}}{1-{\frac {\mathbf {V_{R}} (x)}{\mathbf {V_{F}} (x)}}}}\\[6pt]={\frac {1+\rho (x)}{1-\rho (x)}}\\[6pt]\end{aligned}}}
Invertendo la (33) si ottiene:
(34){\displaystyle \ \rho (x)={\frac {\mathbf {Z_{in}} (x)-\mathbf {Z_{0}} }{\mathbf {Z_{in}} (x)+\mathbf {Z_{0}} }}}
oppure, analogamente:
(34'){\displaystyle \ \rho (l)={\frac {\mathbf {Z_{in}} (l)-\mathbf {Z_{0}} }{\mathbf {Z_{in}} (l)+\mathbf {Z_{0}} }}}
Infatti, dalla (33) si ha:
{\displaystyle {\begin{aligned}{\frac {\mathbf {Z_{in}} (x)-\mathbf {Z_{0}} }{\mathbf {Z_{in}} (x)+\mathbf {Z_{0}} }}={\frac {{\frac {\mathbf {Z_{in}} (x)}{\mathbf {Z_{0}} }}-1}{{\frac {\mathbf {Z_{in}} (x)}{\mathbf {Z_{0}} }}+1}}={\frac {{\frac {1+\rho (x)}{1-\rho (x)}}-1}{{\frac {1+\rho (x)}{1-\rho (x)}}+1}}\\[6pt]={\frac {\frac {1+\rho (x)-1+\rho (x)}{1-\rho (x)}}{\frac {1+\rho (x)+1-\rho (x)}{1-\rho (x)}}}={\frac {2\rho (x)}{2}}=\rho (x)\\[6pt]\end{aligned}}}
Adesso, osserviamo che se applichiamo la (33') e la (34') a distanza nulla {\displaystyle l=0} dal carico, ricordando la (32), per il coefficiente di riflessione a fine linea si ha:
(33''){\displaystyle \ {\frac {\mathbf {Z_{L}} }{\mathbf {Z_{0}} }}={\frac {1+\rho (l=0)}{1-\rho (l=0)}}}
(34''){\displaystyle \ \rho (l=0)={\frac {\mathbf {Z_{L}} -\mathbf {Z_{0}} }{\mathbf {Z_{L}} +\mathbf {Z_{0}} }}}
Dalla (34'') si evince che: 
- se la linea è cortocircuitata alla fine, ossia se {\displaystyle \mathbf {Z_{L}} =0}, allora {\displaystyle \rho (l=0)=-1} e si parla di riflessione negativa, cioè, a fine linea c'è una riflessione totale e l'onda riflessa di tensione, rispetto a quella diretta, è invertita di fase;
- se la linea è aperta alla fine, ossia se {\displaystyle \mathbf {Z_{L}} =\infty }, allora {\displaystyle \rho (l=0)=+1} e si parla di riflessione positiva, cioè, a fine linea c'è una riflessione totale e l'onda riflessa di tensione, rispetto a quella diretta, non è invertita di fase;
- infine, se {\displaystyle \mathbf {Z_{L}} =\mathbf {Z_{0}} }, allora {\displaystyle \rho (l=0)=0}, dunque non c'è onda riflessa e si dice che c'è adattamento di impedenza tra il carico e la linea; in tal caso, dalla (30') si evince che il coefficiente di riflessione è nullo lungo tutta la linea.

### Andamento dell'impedenza d'ingresso lungo la linea
Con la (29) e la (29') abbiamo visto come si può esprimere l'impedenza d'ingresso in un punto della linea. Tuttavia, spesso, si pone il problema di volere determinare il valore numerico di tale impedenza conoscendone il valore in un altro punto della linea e conoscendo la distanza tra i due punti. In proposito, indicando nuovamente con x la coordinata spaziale crescente andando dal generatore verso il carico, è possibile dimostrare la seguente relazione:
(35){\displaystyle \ \mathbf {Z_{in}} (x)=\mathbf {Z_{0}} {\frac {\mathbf {Z_{in}} (x=0)-\mathbf {Z_{0}} \tanh(\gamma x)}{\mathbf {\mathbf {Z_{0}} -Z_{in}} (x=0)\tanh(\gamma x)}}}
oppure, indicando nuovamente con {\displaystyle \mathbf {Z_{L}} } l'impedenza del carico a fine linea e con {\displaystyle l} la distanza dal carico, la quale è crescente andando dal carico verso il generatore, si ha:
(35'){\displaystyle \ \mathbf {Z_{in}} (l)=\mathbf {Z_{0}} {\frac {\mathbf {Z_{L}} +\mathbf {Z_{0}} \tanh(\gamma l)}{\mathbf {\mathbf {Z_{0}} +Z_{L}} \tanh(\gamma l)}}}
Infatti, osserviamo che dalla (33) abbiamo:
{\displaystyle \ {\frac {\mathbf {Z_{in}} (x)}{\mathbf {Z_{0}} }}={\frac {1+\rho (x)}{1-\rho (x)}}=}
per la (30)
{\displaystyle \ ={\frac {1+[\rho (x=0)]e^{2\gamma x}}{1-[\rho (x=0)]e^{2\gamma x}}}=}
dividendo numeratore e denominatore per {\displaystyle e^{\gamma x}}
{\displaystyle \ ={\frac {e^{-\gamma x}+[\rho (x=0)]e^{\gamma x}}{e^{-\gamma x}-[\rho (x=0)]e^{\gamma x}}}=}
per la (34)
{\displaystyle \ ={\frac {e^{-\gamma x}+{\frac {\mathbf {Z_{in}} (x=0)-\mathbf {Z_{0}} }{\mathbf {Z_{in}} (x=0)+\mathbf {Z_{0}} }}e^{\gamma x}}{e^{-\gamma x}-{\frac {\mathbf {Z_{in}} (x=0)-\mathbf {Z_{0}} }{\mathbf {Z_{in}} (x=0)+\mathbf {Z_{0}} }}e^{\gamma x}}}=}
{\displaystyle \ ={\frac {\mathbf {Z_{in}} (x=0)e^{-\gamma x}+\mathbf {Z_{0}} e^{-\gamma x}+\mathbf {Z_{in}} (x=0)e^{\gamma x}-\mathbf {Z_{0}} e^{\gamma x}}{\mathbf {Z_{in}} (x=0)e^{-\gamma x}+\mathbf {Z_{0}} e^{-\gamma x}-\mathbf {Z_{in}} (x=0)e^{\gamma x}+\mathbf {Z_{0}} e^{\gamma x}}}=}
{\displaystyle \ ={\frac {\mathbf {Z_{in}} (x=0)(e^{\gamma x}+e^{-\gamma x})-\mathbf {Z_{0}} (e^{\gamma x}-e^{-\gamma x})}{\mathbf {Z_{0}} (e^{\gamma x}+e^{-\gamma x})-\mathbf {Z_{in}} (x=0)(e^{\gamma x}-e^{-\gamma x})}}=}
e dividendo numeratore e denominatore per {\displaystyle (e^{\gamma x}+e^{-\gamma x})}
{\displaystyle \ ={\frac {\mathbf {Z_{in}} (x=0)-\mathbf {Z_{0}} \tanh(\gamma x)}{\mathbf {\mathbf {Z_{0}} -Z_{in}} (x=0)\tanh(\gamma x)}}}
da cui, moltiplicando primo e ultimo membro per {\displaystyle \mathbf {Z_{0}} }, si ottiene la (35).
Per dimostrare anche la (35'), basta osservare che la (35) resta comunque valida ovunque si collochi l'origine {\displaystyle x=0} della coordinata {\displaystyle x}. In particolare, nel caso in cui la si ponga a fine linea, quindi in corrispondenza del carico, in modo che coincida esattamente con l'origine {\displaystyle l=0} della coordinata {\displaystyle l}, risulta:
{\displaystyle x=-l}
e per la (32):
{\displaystyle \ \mathbf {Z_{in}} (x=0)=\mathbf {Z_{in}} (l=0)=\mathbf {Z_{L}} }
A questo punto, sostituendo nella stessa (35) e ricordando che la tangente iperbolica è una funzione dispari, si ottiene proprio la (35').
Se la linea è non dissipativa, ricordiamo di nuovo che {\displaystyle \mathbf {Z_{0}} } diviene un numero reale e si riduce all'impedenza caratteristica {\displaystyle R_{0}} e che si ha {\displaystyle \alpha =0}, {\displaystyle \beta =\omega {\sqrt {LC}}={\frac {2\pi }{\lambda }}}, dunque {\displaystyle \gamma =j{\frac {2\pi }{\lambda }}}. Sostitundo questa espressione nella (35) e nella (35') e ricordando che, in generale,
{\displaystyle \tanh(j\beta )=j\cdot \tan(\beta )},
otteniamo:
(36){\displaystyle \ \mathbf {Z_{in}} (x)=R_{0}{\frac {\mathbf {Z_{in}} (x=0)-jR_{0}\tan({\frac {2\pi }{\lambda }}x)}{R_{0}-j\mathbf {Z_{in}} (x=0)\tan({\frac {2\pi }{\lambda }}x)}}}
oppure:
(36'){\displaystyle \ \mathbf {Z_{in}} (l)=R_{0}{\frac {\mathbf {Z_{L}} +jR_{0}\tan({\frac {2\pi }{\lambda }}l)}{R_{0}+j\mathbf {Z_{L}} \tan({\frac {2\pi }{\lambda }}l)}}}
Dalle proprietà della funzione tangente comprendiamo che, nel caso di una linea non dissipativa, come il coefficiente di riflessione, anche l'impedenza d'ingresso, al variare della posizione lungo la linea, presenta un andamento periodico con periodo pari a mezza lunghezza d'onda, ossia {\displaystyle {\frac {\lambda }{2}}}.
Supponiamo che una linea di trasmissione non dissipativa abbia impedenza caratteristica {\displaystyle \mathbf {Z_{0}} =R_{0}=50\ \Omega } e che sia connessa ad un carico con impedenza {\displaystyle R_{L}=200\ \Omega }. Calcoliamo l'impedenza d'ingresso che si ha alla distanza di un quarto di lunghezza d'onda, ossia {\displaystyle {\frac {\lambda }{4}}}, dal carico.
Per prima cosa, ricordiamo che, in generale, la lunghezza di un tratto di linea di trasmissione, corrispondente a una certa frazione della lunghezza d'onda, può essere calcolata come mostrato nell'esempio visto nel paragrafo dedicato al fattore di velocità. In questo esempio specifico, tuttavia, non occorre calcolare esplicitamente tale lunghezza {\displaystyle l}, poiché nella (36') compare il rapporto tra {\displaystyle l} e la lunghezza d'onda {\displaystyle \lambda }, dunque se {\displaystyle l} è espressa come frazione di {\displaystyle \lambda }, accade che {\displaystyle \lambda } si semplifica.
Poiché per {\displaystyle l={\frac {\lambda }{4}}} la funzione {\displaystyle \tan \left({\frac {2\pi }{\lambda }}l\right)=\tan \left({\frac {\pi }{2}}\right)} non è definita, occorre considerare il limite:
{\displaystyle \ \mathbf {Z_{in}} \left(l={\frac {\lambda }{4}}\right)=\lim _{l\to {\frac {\lambda }{4}}}R_{0}{\frac {R_{L}+jR_{0}\tan({\frac {2\pi }{\lambda }}l)}{R_{0}+jR_{L}\tan({\frac {2\pi }{\lambda }}l)}}={\frac {R_{0}^{2}}{R_{L}}}=12,5\ \Omega }
Per fare un altro esempio, calcoliamo anche l'impedenza d'ingresso che si ha alla distanza di un ottavo di lunghezza d'onda, ossia {\displaystyle {\frac {\lambda }{8}}}, dal carico, sempre con {\displaystyle R_{0}=50\ \Omega } e {\displaystyle R_{L}=200\ \Omega }.
In tal caso, per {\displaystyle l={\frac {\lambda }{8}}} si ha {\displaystyle \tan \left({\frac {2\pi }{\lambda }}l\right)=\tan \left({\frac {\pi }{4}}\right)=1}, da cui:
{\displaystyle \ \mathbf {Z_{in}} \left(l={\frac {\lambda }{8}}\right)=R_{0}{\frac {R_{L}+jR_{0}}{R_{0}+jR_{L}}}=50{\frac {200+j50}{50+j200}}\ \Omega \approx (23,5-j44,1)\ \Omega }
Supponiamo che una linea di trasmissione non dissipativa abbia impedenza caratteristica {\displaystyle \mathbf {Z_{0}} =R_{0}=50\ \Omega } e di avere misurato l'impedenza d'ingresso a inizio linea ottenendo il valore 
{\displaystyle \mathbf {Z_{in}} (x=0)\approx 8,3\ \Omega }
Calcoliamo l'impedenza {\displaystyle \mathbf {Z_{L}} } del carico a fine linea, posto a distanza {\displaystyle {\frac {\lambda }{4}}} dall'inizio della linea.
In questo caso, per il calcolo, occorre utilizzare la (36) invece della (36') e si ha:
{\displaystyle \mathbf {Z_{L}} =\mathbf {Z_{in}} \left(x={\frac {\lambda }{4}}\right)=\lim _{x\to {\frac {\lambda }{4}}}R_{0}{\frac {\mathbf {Z_{in}} (x=0)-jR_{0}\tan({\frac {2\pi }{\lambda }}x)}{R_{0}-j\mathbf {Z_{in}} (x=0)\tan({\frac {2\pi }{\lambda }}x)}}={\frac {R_{0}^{2}}{\mathbf {Z_{in}} (x=0)}}}
{\displaystyle =R_{L}\approx 300\ \Omega }

#### Invertitori di impedenza con tratti λ/4 di linea non dissipativa
Consideriamo una linea non dissipativa, per cui {\displaystyle \mathbf {Z_{0}} } è un numero reale che si riduce all'impedenza caratteristica {\displaystyle R_{0}}.
In tal caso, come mostrano anche gli esempi precedenti, applicando la (36'), a distanza {\displaystyle l={\frac {\lambda }{4}}} da un carico con impedenza {\displaystyle \mathbf {Z_{L}} } posto a fine linea, l'impedenza di ingresso è data da:
{\displaystyle \ \mathbf {Z_{in}} \left(l={\frac {\lambda }{4}}\right)=\lim _{l\to {\frac {\lambda }{4}}}R_{0}{\frac {\mathbf {Z_{L}} +jR_{0}\tan({\frac {2\pi }{\lambda }}l)}{R_{0}+j\mathbf {Z_{L}} \tan({\frac {2\pi }{\lambda }}l)}}={\frac {R_{0}^{2}}{\mathbf {Z_{L}} }}}
da cui:
{\displaystyle \ {\frac {\mathbf {Z_{in}} \left(l={\frac {\lambda }{4}}\right)}{R_{0}}}={\frac {R_{0}}{\mathbf {Z_{L}} }}}
In pratica, con una linea non dissipativa accade che l'impedenza di ingresso, che si ha a un quarto di lunghezza d'onda dal carico, risulta inverasmente proporzionale all'impedenza del carico. Per tale motivo, si dice che un tratto {\displaystyle \lambda /4} di linea non dissipativa si comporta da invertitore di impedenza.
In particolare, 
- se la linea alla fine è cortocircuitata, ossia {\displaystyle \mathbf {Z_{L}} =0}, allora si ha {\displaystyle \mathbf {Z_{in}} \left(l={\frac {\lambda }{4}}\right)=\infty }, cioè l'impedenza di ingresso a inizio linea coincide con quella di un circuito aperto;
- se la linea alla fine è aperta, ossia {\displaystyle \mathbf {Z_{L}} =\infty }, allora si ha {\displaystyle \mathbf {Z_{in}} \left(l={\frac {\lambda }{4}}\right)=0}, cioè l'impedenza di ingresso a inizio linea coincide con quella di un cortocircuito.

Naturalmente, quando si realizza un invertitore di impedenza, per calcolare la lunghezza del tratto di linea {\displaystyle \lambda /4}, si deve tenere conto del fattore di velocità ({\displaystyle \lambda =VF\cdot \lambda _{0}}).
Se una linea presenta delle perdite, ossia non è perfettamente non dissipativa, allora la (36') non si può applicare e il funzionamento da invertitore di impedenza di un tratto {\displaystyle \lambda /4} diviene solo approssimato.

## Rapporto di onda stazionaria
In generale, come mostra la (20'), la tensione in un punto della linea è data dalla somma dei contributi dell'onda progressiva e di quella regressiva:
{\displaystyle \ \mathbf {V} (x)=\mathbf {V_{F}} (x)+\mathbf {V_{R}} (x)}
Se l'onda regressiva è generata da una riflessione che avviene per la presenza di un carico {\displaystyle \mathbf {Z_{L}} } a fine linea, allora si può dire che si tratta della somma tra onda diretta e quella riflessa.

Un'onda stazionaria come interferenza di due onde contrarie della stessa frequenza. Con una linea non dissipativa, ciò accade per.

Come è noto, la somma tra un'onda progressiva e un'onda regressiva che abbiano stessa frequenza, stessa velocità di propagazione e stessa ampiezza dà luogo ad un'onda stazionaria. In regime sinusoidale, ad una data frequenza, nel caso di una linea non dissipativa, per la quale non c'è attenuazione e il modulo {\displaystyle |\rho |} del coefficiente di riflessione è costante lungo la linea, se tale modulo vale 1, cosa che, come mostra la (34''), accade se la linea alla fine è cortocircuitata o aperta, allora onda diretta e onda riflessa hanno la stessa ampiezza e si ottiene soltanto un'onda stazionaria. Se {\displaystyle |\rho |} vale 0, non c'è onda riflessa, cosa che accade in caso di adattamento tra carico e linea, e si ha soltanto l'onda progressiva. Negli altri casi, si ha una situazione intermedia tra queste due.
Per descrivere ciò, si definisce ROS (Rapporto di Onda Stazionaria) o anche, in inglese, VSWR (Voltage Standing Wave Ratio), o semplicemente SWR (Standing Wave Ratio), il rapporto tra il valore massimo e il valore minimo del modulo della tensione {\displaystyle \mathbf {V} (x)} lungo la linea:
{\displaystyle \ ROS={\frac {|\mathbf {V} |_{max}}{|\mathbf {V} |_{min}}}}
Risulta evidente che:
- ci sono particolari punti, lungo la linea, in cui la somma tra onda diretta {\displaystyle \mathbf {V_{F}} (x)} e onda riflessa {\displaystyle \mathbf {V_{R}} (x)} dà luogo ad interfrenza costruttiva e, per la (30), in tali punti si ha:

{\displaystyle |\mathbf {V} |_{max}=|\mathbf {V_{F}} |+|\mathbf {V_{R}} |=|\mathbf {V_{F}} |+|\rho |\cdot |\mathbf {V_{F}} |=(1+|\rho |)\cdot |\mathbf {V_{F}} |}
dunque tali punti corrispondono a antinodi per l'onda di tensione,
- e particolari punti, lungo la linea, in cui la somma tra onda diretta {\displaystyle \mathbf {V_{F}} (x)} e onda riflessa {\displaystyle \mathbf {V_{R}} (x)} dà luogo ad interfrenza distruttiva e in tali punti, invece, si ha:

{\displaystyle |\mathbf {V} |_{min}=||\mathbf {V_{F}} |-|\mathbf {V_{R}} ||=||\mathbf {V_{F}} |-|\rho |\cdot |\mathbf {V_{F}} ||=|1-|\rho ||\cdot |\mathbf {V_{F}} |}
dunque tali punti corrispondono a nodi per l'onda di tensione.
Ma per una linea non dissipativa, come abbiamo visto, il coefficiente di riflessione ha modulo costante. Allora, dalla (34''), in ogni punto della linea si ha:
(37){\displaystyle \ |\rho |=|\rho (l=0)|={\frac {|\mathbf {Z_{L}} -\mathbf {Z_{0}} |}{|\mathbf {Z_{L}} +\mathbf {Z_{0}} |}}}
da cui si deduce che
(38){\displaystyle \ 0\leqslant |\rho |\leqslant 1}
e quindi {\displaystyle 1-|\rho |\geqslant 0}.
Da ciò segue ancora che possiamo scrivere: 
{\displaystyle |\mathbf {V} |_{max}=(1+|\rho |)\cdot |\mathbf {V_{F}} |}
{\displaystyle |\mathbf {V} |_{min}=(1-|\rho |)\cdot |\mathbf {V_{F}} |}
da cui:
(39){\displaystyle \ ROS={\frac {|\mathbf {V} |_{max}}{|\mathbf {V} |_{min}}}={\frac {1+|\rho |}{1-|\rho |}}}
Dalla (39) risulta evidente che: 
- poiché con una linea non dissipativa il modulo {\displaystyle |\rho |} del coefficiente di riflessione è costante, allora anche il ROS è costante su tutta la linea;
- inoltre, si ha sempre:

(40){\displaystyle \ ROS\geqslant 1}
e si ha: 
- {\displaystyle ROS=1\ } quando {\displaystyle |\rho |=0}, ossia quando il coefficiente di riflessione è nullo, cosa che, come abbiamo visto in precedenza, accade per {\displaystyle \mathbf {Z_{L}} =\mathbf {Z_{0}} }, ossia quando c'è adattamento di impedenza tra il carico e la linea per cui non c'è onda riflessa;
- {\displaystyle ROS=\infty \ } quando {\displaystyle |\rho |=1}, cosa che accade se la linea alla fine è cortocircuitata o aperta.

In realtà, poiché con una linea non dissipativa {\displaystyle \mathbf {Z_{0}} } si riduce all'impedenza caratteristica, ossia {\displaystyle \mathbf {Z_{0}} =R_{0}}, la condizione con la quale si ha {\displaystyle ROS=1} può essere scritta {\displaystyle \mathbf {Z_{L}} =R_{0}}.
Osserviamo adesso che, come è noto, la potenza assorbita da un carico è proporzionale al quadrato della tensione ad esso applicata. Allora, visto che con una linea non dissipativa il modulo {\displaystyle |\rho |} del coefficiente di riflessione è costante, applicando la definizione (30) di coefficiente di riflessione a fine linea dove c'è il carico {\displaystyle \mathbf {Z_{L}} }, si ha:
{\displaystyle |\rho |=|\rho (l=0)|={\frac {|\mathbf {V_{R}} (l=0)|}{|\mathbf {V_{F}} (l=0)|}}={\frac {\sqrt {P_{R}}}{\sqrt {P_{F}}}}={\sqrt {\frac {P_{R}}{P_{F}}}}}
dove {\displaystyle P_{R}} e {\displaystyle P_{F}} sono, rispettivammente, la potenza riflessa e la potenza diretta sul carico {\displaystyle \mathbf {Z_{L}} }.
Allora, dalla (39) si ha:
(41){\displaystyle \ ROS={\frac {1+{\sqrt {\frac {P_{R}}{P_{F}}}}}{1-{\sqrt {\frac {P_{R}}{P_{F}}}}}}}
Infine, un'altra particolare espressione del ROS può essere ottenuta nel caso in cui una linea non dissipativa termini con un carico puramente resistivo. Infatti, in tal caso, oltre all'impedenza caratteristica {\displaystyle \mathbf {Z_{0}} =R_{0}}, anche l'impedenza del carico diviene un numero reale {\displaystyle \mathbf {Z_{L}} =R_{L}}. Allora, dalla (39) e dalla (37) si ha:
{\displaystyle \ ROS={\frac {1+|\rho |}{1-|\rho |}}={\frac {1+{\frac {|R_{L}-R_{0}|}{|R_{L}+R_{0}|}}}{1-{\frac {|R_{L}-R_{0}|}{|R_{L}+R_{0}|}}}}}
da cui si ottiene:
(42){\displaystyle \ ROS={\begin{cases}{\frac {R_{L}}{R_{0}}}\ ,&{\mbox{per }}R_{L}>R_{0}\\\ 1\ \ \ ,&{\mbox{per }}R_{L}=R_{0}\\{\frac {R_{0}}{R_{L}}}\ ,&{\mbox{per }}R_{L}<R_{0}\end{cases}}}
in accordo con la disuguaglianza (40).
Lo strumento per la misura del rapporto di onda stazionaria è il rosmetro.

## Introduzione alla carta di Smith
Nei precedenti paragrafi abbiamo visto che è possibile descrivere matematicamente come varia l'impedenza d'ingresso lungo una linea di trasmissione. In particolare, nel caso di una linea non dissipativa, il suo andamento è espresso dalla (36) o dalla (36'). Esiste, tuttavia, una particolare rappresentazione che, una volta compresone appieno l'impiego pratico, consente di ottenere gli stessi risultati in modo più semplice, senza ricorrere ad alcuna formula matematica complessa, ma ricorrendo semplicemente a particolari strumenti grafici, quali righello e compasso. Si tratta della carta di Smith, il cui utilizzo non si limita affatto alla descrizione dell'andamento dell'impedenza d'ingresso, ma si applica anche ad altre grandezze fisiche e a calcoli di vario tipo.
La carta di Shmith è un nomogramma, in pratica una particolare rappresentazione grafica, che consente di risolvere in modo immediato numerosi problemi, che per via analitica potrebbero risultare difficili da affrontare. Tale rappresentazione grafica viene realizzata nel piano complesso in cui le coordinate cartesiane
{\displaystyle \left\{{\begin{matrix}u=Re[\rho ]\ \\w=Im[\rho ]\ \end{matrix}}\right.}
sono la parte reale e la parte immaginaria del coefficiente di riflessione {\displaystyle \rho } in una generica posizione lungo una linea di trasmissione e consiste nel rappresentare in tale piano due famiglie di curve, in modo che dall'intersezione di tali curve si ottenga un particolare valore di una grandezza fisica complessa, come un'impedenza o un'ammettenza. Una delle due famiglie di curve descrive la parte reale della grandezza fisica considerata, nel senso che ciascuna curva della prima famiglia è il luogo dei punti del piano in cui la parte reale della grandezza considerata assume un valore costante, mentre l'altra famiglia descrive la parte immaginaria, nel senso che ciascuna curva della seconda famiglia è il luogo dei punti del piano in cui la parte immaginaria assume un valore costante. In un generico punto del piano, quindi, si intersecano una curva di una famiglia e una curva dell'altra, ottenendo i valori della parte reale e della parte immaginaria della grandezza fisica considerata, ossia, in definitiva, il valore complesso della stessa grandezza fisica.
Tipicamente, la grandezza fisica considerata è l'impedenza di ingresso normalizzata in una generica posizione lungo la linea, cioè l'impedenza di ingresso divisa per l'impedenza caratteristica, oppure l'ammettenza normalizzata che ne è il reciproco.
Le due famiglie di curve costituiscono, a tutti gli effetti, un secondo sistema di coordinate che si affianca al sistema di coordinate cartesiane e, se in un dato punto del piano complesso le coordinate cartesiane danno il valore del coefficiente di riflessione {\displaystyle \rho } in una certa posizione lungo la linea di trasmissione, allora nello stesso punto del piano le coordinate associate alle particolare coppia di curve che si intersecano in esso danno il valore della grandezza fisica considerata nella stessa posizione lungo la linea.

### Vantaggio delle coordinate cartesiane adottate nel caso di una linea non dissipativa
Consideriamo una linea di trasmissione non dissipativa, ancora in regime sinusoidale, avendo fissato la frequenza e quindi la pulsazione. In tal caso, come abbiamo visto nel paragrafo dedicato al coefficiente di riflessione, per la (31), accade che, al variare della posizione lungo la linea, al crescere della coordinata spaziale x andando dal generatore verso il carico, la rappresentazione parametrica del coefficiente di riflessione {\displaystyle \rho (x)} nel piano complesso {\displaystyle (Re[\rho ],Im[\rho ])} descrive una circonferenza, con modulo costante pari al raggio, percorsa in senso antiorario, completando un giro in mezza lunghezza d'onda, ossia {\displaystyle {\frac {\lambda }{2}}}, che è il periodo della funzione. Invece, per la (31'), al crescere della coordinata spaziale {\displaystyle l} andando dal carico verso il generatore, la rappresentazione parametrica del coefficiente di riflessione {\displaystyle \rho (l)} descrive una circonferenza percorsa in senso orario, sempre con periodo {\displaystyle {\frac {\lambda }{2}}}.
In sintesi, con una linea non dissipativa, nel piano complesso {\displaystyle (Re[\rho ],Im[\rho ])}, diventa immediato descrivere come varia la grandezza fisica considerata lungo la linea poiché è sufficiente spostarsi lungo le corconferenze centrate nell'origine, il cui raggio corrisponde al modulo del coefficiente di riflessione.
Poiché, come mostra la (38), con una linea non dissipativa il modulo {\displaystyle |\rho |} del coefficiente di riflessione è compreso tra 0 e 1, tutte queste circonferenze hanno raggio {\displaystyle \leqslant 1}, dunque, evidentemente, nel piano complesso {\displaystyle (Re[\rho ],Im[\rho ])}, il dominio della carta di Shmith è rappresentato dal cerchio di raggio unitario centrato nell'origine.

### Impedenze normalizzate e carta di Smith delle impedenze
Si definisce impedenza d'ingresso normalizzata in una generica posizione x lungo una linea di trasmissione il rapporto:
(43) {\displaystyle \ \mathbf {z_{in}} (x)={\frac {\mathbf {Z_{in}} (x)}{\mathbf {Z_{0}} }}}
Analogamente, l'impedenza del carico normalizzata è definita come il rapporto:
(44) {\displaystyle \ \mathbf {z_{L}} ={\frac {\mathbf {Z_{L}} }{\mathbf {Z_{0}} }}}
Alcune delle relazioni viste nei paragrafi precedenti possono essere riscritte in termini di impedenze normalizzate.
Innanzitutto, dividendo membro a membro la (32) per {\displaystyle \mathbf {Z_{0}} }, si ha:
(45){\displaystyle \ \mathbf {z_{in}} (l=0)=\mathbf {z_{L}} }
Inoltre, banalmente, la (33) si può riscrivere:
(46){\displaystyle \ \mathbf {z_{in}} (x)={\frac {1+\rho (x)}{1-\rho (x)}}}
oppure, la (33'), analogamente:
(46'){\displaystyle \ \mathbf {z_{in}} (l)={\frac {1+\rho (l)}{1-\rho (l)}}}
In particolare, a distanza nulla {\displaystyle l=0} dal carico, ossia a fine linea, ricordando la (45), la (33'') si riscrive:
(46''){\displaystyle \ \mathbf {z_{L}} ={\frac {1+\rho (l=0)}{1-\rho (l=0)}}}
Invertendo la (46) si può riscrivere la (34) nel modo seguente:
{\displaystyle \ \rho (x)={\frac {\mathbf {Z_{in}} (x)-\mathbf {Z_{0}} }{\mathbf {Z_{in}} (x)+\mathbf {Z_{0}} }}={\frac {\frac {\mathbf {Z_{in}} (x)-\mathbf {Z_{0}} }{\mathbf {Z_{0}} }}{\frac {\mathbf {Z_{in}} (x)+\mathbf {Z_{0}} }{\mathbf {Z_{0}} }}}}
ossia:
(47){\displaystyle \ \rho (x)={\frac {\mathbf {z_{in}} (x)-1}{\mathbf {z_{in}} (x)+1}}}
oppure, analogamente, la (34') si riscrive:
(47'){\displaystyle \ \rho (l)={\frac {\mathbf {z_{in}} (l)-1}{\mathbf {z_{in}} (l)+1}}}
In particolare, a distanza nulla {\displaystyle l=0} dal carico, ossia a fine linea, ricordando la (45), la (34'') si riscrive:
(47''){\displaystyle \ \rho (l=0)={\frac {\mathbf {z_{L}} -1}{\mathbf {z_{L}} +1}}}
e, ricordando nuovamente che lungo una linea non dissipativa il coefficiente di riflessione ha modulo costante, la (37) si riscrive:
(48){\displaystyle \ |\rho |=|\rho (l=0)|={\frac {|\mathbf {z_{L}} -1|}{|\mathbf {z_{L}} +1|}}}
dunque, nella carta di Smith, il raggio delle circonferenze centrate nell'origine che vengono descritte al variare della posizione lungo una linea non dissipativa è correlato all'impedenza normalizzata del carico a fine linea.
Assodato ciò, data una linea non dissipativa, vogliamo determinare, nel piano complesso {\displaystyle (Re[\rho ],Im[\rho ])}, le famiglie di curve corrispondenti ai luoghi dei punti in cui la parte reale e la parte immaginaria dell'impedenza d'ingresso normalizzata {\displaystyle \mathbf {z_{in}} (x)}, in una generica posizione x lungo la linea di trasmissione, assumono valori costanti.
A tal scopo, osserviamo che, posto:
{\displaystyle \ \ \rho (x)\ \ =\rho \ \ \ =Re[\rho ]\ \ \ +j\ Im[\rho ]\ \ \ =u\ \ \ +jw}
{\displaystyle \ \mathbf {z_{in}} (x)=\mathbf {z_{in}} =Re[\mathbf {z_{in}} ]+j\ Im[\mathbf {z_{in}} ]=r_{in}+jx_{in}\ ,}
dalla (46) si ha:
(49){\displaystyle {\begin{aligned}\ \mathbf {z_{in}} =r_{in}+jx_{in}\\[6pt]={\frac {1-u^{2}-w^{2}}{(1-u)^{2}+w^{2}}}+j\left({\frac {2w}{(1-u)^{2}+w^{2}}}\right)\\[6pt]\end{aligned}}}
Infatti, per la (46):
{\displaystyle {\begin{aligned}\ \mathbf {z_{in}} (x)={\frac {1+\rho (x)}{1-\rho (x)}}={\frac {1+u+jw}{1-u-jw}}\\[6pt]={\frac {(1+u+jw)(1-u+jw)}{(1-u-jw)(1-u+jw)}}={\frac {(1+jw)^{2}-u^{2}}{(1-u)^{2}-(jw)^{2}}}\\[6pt]={\frac {1+2jw-w^{2}-u^{2}}{(1-u)^{2}+w^{2}}}={\frac {1-u^{2}-w^{2}}{(1-u)^{2}+w^{2}}}+j\left({\frac {2w}{(1-u)^{2}+w^{2}}}\right)\\[6pt]\end{aligned}}}
Considerando la parte reale, dalla (49) si ha:
{\displaystyle r_{in}={\frac {1-u^{2}-w^{2}}{(1-u)^{2}+w^{2}}}}
che può essere riscritta nel modo seguente:
(50){\displaystyle \ \ \left(u-{\frac {r_{in}}{1+r_{in}}}\right)^{2}+w^{2}=\left({\frac {1}{1+r_{in}}}\right)^{2}}
mentre, considerando la parte immaginaria, dalla (49) si ha:
{\displaystyle x_{in}={\frac {2w}{(1-u)^{2}+w^{2}}}}
che può essere riscritta nel modo seguente:
(51){\displaystyle \ \ {\bigl (}u-1{\bigr )}^{2}+\left(w-{\frac {1}{x_{in}}}\right)^{2}={\frac {1}{x_{in}^{2}}}}
Infatti, partendo dalla relazione ottenuta dalla (49) considerando la parte reale:
{\displaystyle r_{in}={\frac {1-u^{2}-w^{2}}{(1-u)^{2}+w^{2}}}}
ossia:
{\displaystyle r_{in}(1-u)^{2}+r_{in}w^{2}=1-u^{2}-w^{2}}
{\displaystyle r_{in}(u-1)^{2}+u^{2}-1+r_{in}w^{2}+w^{2}=0}
{\displaystyle r_{in}(u-1)^{2}+u^{2}-1+r_{in}w^{2}+w^{2}+{\frac {1}{1+r_{in}}}={\frac {1}{1+r_{in}}}}
{\displaystyle {\biggr [}r_{in}(u-1)^{2}+(u^{2}-1)+{\frac {1}{1+r_{in}}}{\biggl ]}+(1+r_{in})w^{2}={\frac {1}{1+r_{in}}}}
Ma: 
{\displaystyle {\begin{aligned}{\biggr [}r_{in}(u-1)^{2}+(u^{2}-1)+{\frac {1}{1+r_{in}}}{\biggl ]}=r_{in}u^{2}-2ur_{in}+r_{in}+u^{2}-1+{\frac {1}{1+r_{in}}}\\[6pt]=(1+r_{in})u^{2}+(1+r_{in}){\biggr [}-2u{\frac {r_{in}}{1+r_{in}}}+{\frac {r_{in}-1}{1+r_{in}}}+{\frac {1}{(1+r_{in})^{2}}}{\biggl ]}\\[6pt]=(1+r_{in}){\biggr [}u^{2}-2u{\frac {r_{in}}{1+r_{in}}}+{\frac {(r_{in}-1)(1+r_{in})}{(1+r_{in})^{2}}}+{\frac {1}{(1+r_{in})^{2}}}{\biggl ]}\\[6pt]=(1+r_{in}){\biggr [}u^{2}-2u{\frac {r_{in}}{1+r_{in}}}+{\frac {r_{in}^{2}-1}{(1+r_{in})^{2}}}+{\frac {1}{(1+r_{in})^{2}}}{\biggl ]}\\[6pt]=(1+r_{in}){\biggr [}u^{2}-2u{\frac {r_{in}}{1+r_{in}}}+{\frac {r_{in}^{2}}{(1+r_{in})^{2}}}{\biggl ]}\\[6pt]\end{aligned}}}
Sostituendo nell'uguaglianza precedente otteniamo:
{\displaystyle (1+r_{in}){\biggr [}u^{2}-2u{\frac {r_{in}}{1+r_{in}}}+{\frac {r_{in}^{2}}{(1+r_{in})^{2}}}{\biggl ]}+(1+r_{in})w^{2}={\frac {1}{1+r_{in}}}}
{\displaystyle (1+r_{in}){\biggr [}u-{\frac {r_{in}}{1+r_{in}}}{\biggl ]}^{2}+(1+r_{in})w^{2}={\frac {1}{1+r_{in}}}}
da cui, dividemdo membro a membro per {\displaystyle (1+r_{in})}, si ha la (50).
Invece, partendo dalla relazione ottenuta dalla (49) considerando la parte immaginaria:
{\displaystyle x_{in}={\frac {2w}{(1-u)^{2}+w^{2}}}}
ossia:
{\displaystyle (1-u)^{2}+w^{2}={\frac {2w}{x_{in}}}}
{\displaystyle (1-u)^{2}+w^{2}-{\frac {2w}{x_{in}}}=0}
{\displaystyle (u-1)^{2}+w^{2}-{\frac {2w}{x_{in}}}+{\frac {1}{x_{in}^{2}}}={\frac {1}{x_{in}^{2}}}}
da cui la (51).
Da ciò segue che nel piano complesso
{\displaystyle \left\{{\begin{matrix}u=Re[\rho ]\ \\w=Im[\rho ]\ \end{matrix}}\right.}
l'equazione del luogo dei punti per cui la parte reale dell'impedenza normalizzata di ingresso è costante, ossia {\displaystyle r_{in}=r_{0}}, si scrive:
(50'){\displaystyle \ \ \left(u-{\frac {r_{0}}{1+r_{0}}}\right)^{2}+w^{2}=\left({\frac {1}{1+r_{0}}}\right)^{2}}
che è l'equazione di una circonferenza di raggio {\displaystyle 1/(1+r_{0})} e centro {\displaystyle (r_{0}/(1+r_{0}),0)}. Ad esempio, i punti caratterizzati da {\displaystyle r_{in}=1} si trovano sulla circonferenza centrata in {\displaystyle (1/2,0)} e di raggio 1/2.
Invece, l'equazione del luogo dei punti per cui la parte immaginaria dell'impedenza normalizzata di ingresso è costante, ossia {\displaystyle x_{in}=x_{0}}, si scrive:
(51'){\displaystyle \ \ {\bigl (}u-1{\bigr )}^{2}+\left(w-{\frac {1}{x_{0}}}\right)^{2}={\frac {1}{x_{0}^{2}}}}
che è l'equazione di una circonferenze di raggio {\displaystyle 1/|x_{0}|} e centro {\displaystyle (1,1/x_{0})}. Considerando il limite di queste circonferenze per {\displaystyle x_{0}\to 0}, si deduce che i punti a parte immaginaria nulla collassano sull'asse delle ascisse (asse orizzontale delle u) della carta di Smith.

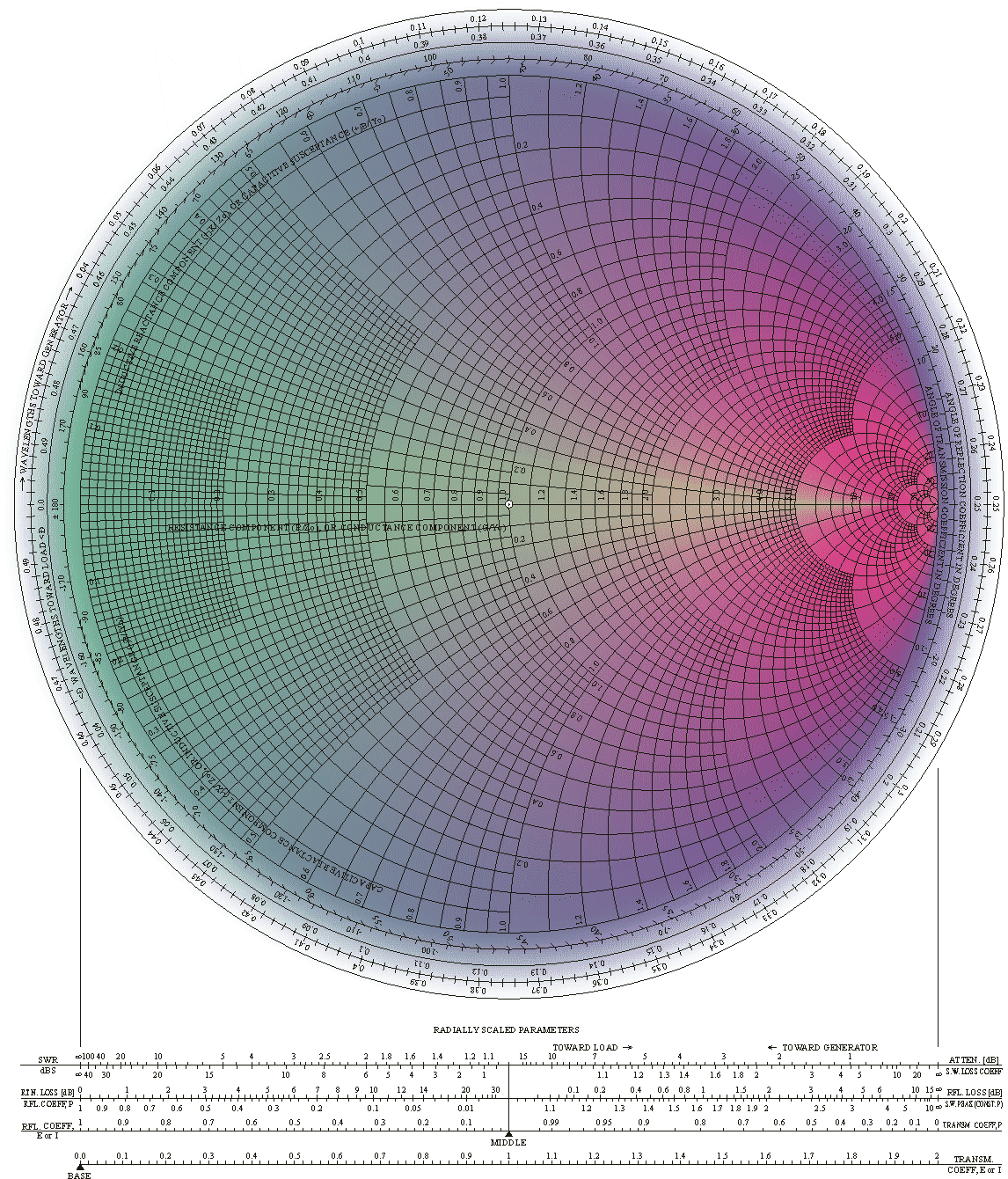
Una carta di Smith.

 Nella figura al lato possiamo osservare una carta di Smith con tali circonferenze.
Le circonferenze corrispondenti ai luoghi dei punti del piano in cui la parte reale dell'impedenza normalizzata è costante, ossia {\displaystyle r_{in}=r_{0}}, sono interamente contenute nel dominio della carta di Smith, ossia nel cerchio di raggio unitario centranto nell'origine. Al crescere di {\displaystyle r_{0}}, che può variare tra 0 e {\displaystyle +\infty }, diventano sempre più piccole ed il loro centro si sposta verso destra, passando dalla circonferenza {\displaystyle r_{in}=0} che coincide con la circonferenza di raggio unitario centrata nell'origine che delimita il dominio della carta fino al limite per {\displaystyle r_{0}\to +\infty } in cui queste circonferenze collassano nel punto {\displaystyle (u=1,w=0)}.
Invece, le circonferenze a parte immaginaria costante, ossia {\displaystyle x_{in}=x_{0}}, non sono interamente contenute nel dominio della carta di Smith, quindi nel cerchio di raggio unitario centrato nell'origine sono inclusi solo degli archi di tali circonferenze. Ora, {\displaystyle x_{0}} può variare da {\displaystyle -\infty } e {\displaystyle +\infty }. Se {\displaystyle x_{0}>0}, allora l'arco di circonferenza si trova al di sopra dell'asse delle ascisse (asse delle u), mentre se {\displaystyle x_{0}<0}, allora si trova al di sotto. Se {\displaystyle x_{0}\to 0}, come già detto poc'anzi, l'arco collassa proprio sull'asse delle ascisse. Dunque, l'asse u delle ascisse divide la carta di Smith in due regioni: quella superiore corrispondente ad impedenze d'ingresso a reattanza induttiva ({\displaystyle x_{in}>0}) e quella inferiore corrispondente ad impedenze d'ingresso a reattanza capacitiva ({\displaystyle x_{in}<0}). Passando ai limiti {\displaystyle x_{0}\to \pm \infty } anche questi archi di circonferenze collassano nel punto {\displaystyle (u=1,w=0)}.
Esaminiamo ora alcuni casi particolari, illustrando le relative sequenze di passi necessari per l'utilizzo pratico della carta di Smith:
Caso 1 - Nota l'impedenza d'ingresso {\displaystyle \mathbf {Z_{in}} (x)} in una certa posizione {\displaystyle x} lungo la linea di trasmissione, per determinare il coefficiente di riflessione {\displaystyle \rho (x)} nella stessa posizione si può procedere nel modo seguente: 
- determinare l'impedenza d'ingresso normalizzata dividendo l'impedenza d'ingresso per l'impedenza caratteristica

{\displaystyle \mathbf {z_{in}} =r_{in}+jx_{in}=\mathbf {z_{in}} (x)={\frac {\mathbf {Z_{in}} (x)}{\mathbf {Z_{0}} }}}
- individuarere la corrispondente circonferenza con {\displaystyle r_{in}} costante
- individuarere il corrispondente arco di circonferenza con {\displaystyle x_{in}} costante
- le coordinate cartesiane {\displaystyle (u,w)} del punto del piano in cui si intersecano queste due curve forniscono il valore del coefficiente di riflessione

{\displaystyle \rho (x)=\rho =u+jw}
In realtà, le carte di Smith moderne consentono di leggere anche le coordinate polari nel piano complesso, pertanto un punto del piano sarà individuabile anche con tali coordinate.
Caso 2 - Noto il coefficiente di riflessione {\displaystyle \rho (x)} in una certa posizione {\displaystyle x} lungo la linea di trasmissione, per determinare l'impedenza d'ingresso {\displaystyle \mathbf {Z_{in}} (x)} nella stessa posizione si può procedere nel modo seguente:
- individuarere il punto del piano le cui coordinate cartesiane {\displaystyle (u,w)}, oppure le cui coordinate polari, corrispondono al valore noto del coefficiente di riflessione, ossia sono tali che

{\displaystyle \rho (x)=\rho =u+jw}
- individuarere la circonferenza con {\displaystyle r_{in}} costante passante per questo punto
- individuarere il l'arco di circonferenza con {\displaystyle x_{in}} costante passante per questo punto
- l'impedenza d'ingresso normalizzata è allora

{\displaystyle \mathbf {z_{in}} (x)=\mathbf {z_{in}} =r_{in}+jx_{in}}
e l'impedenza d'ingresso è
{\displaystyle \mathbf {Z_{in}} (x)=\mathbf {z_{in}} (x)\cdot \mathbf {Z_{0}} }
Caso 3 - Nota l'impedenza del carico a fine linea {\displaystyle \mathbf {Z_{L}} =\mathbf {Z_{in}} (l=0)}, oppure il coefficiente di riflessione a fine linea {\displaystyle \rho (l=0)}, per determinare l'impedenza d'ingresso {\displaystyle \mathbf {Z_{in}} (l)} o il coefficiente di riflessione {\displaystyle \rho (l)} in un'altra posizione della linea posta a distanza {\displaystyle l} dal carico, invece di utilizzare la (36'), si può procedere nel modo seguente:
- individuarere il punto del piano le cui coordinate cartesiane, oppure le cui coordinate polari, corrispondono al valore del coefficiente di riflessione a fine linea {\displaystyle \rho (l=0)}, che coincide con il punto del piano in cui si intersecano la circonferenza con {\displaystyle r_{in}} costante e l'arco di circonferenza con {\displaystyle x_{in}} costante corrispondenti al valore dell'impedenza del carico normalizzata che rappresenta l'impedenza d'ingresso normalizzata a fine linea

{\displaystyle \mathbf {z_{L}} ={\frac {\mathbf {Z_{L}} }{Z_{0}}}=\mathbf {z_{in}} (l=0)={\frac {\mathbf {Z_{in}} (l=0)}{Z_{0}}}\ ,} ricordando che in qualsiasi posizione lungo la linea si può passare da impedenza d'ingresso normalizzata a coefficiente di riflessione e viceversa, come descritto per i casi 1 e 2
- individuare la circonferenza centrata nell'origine e passante per questo punto del piano; operativamente, la si può tracciare con un compasso
- individuare sulla stessa circonferenza centrata nell'origine il punto ottenuto partendo dal punto precedente e spostandosi in senso orario di un angolo proporzionale a {\displaystyle l} sapendo che un giro completo corrisponde a {\displaystyle {\frac {\lambda }{2}}\ ;\ } in pratica, si considera la proporzione

{\displaystyle \theta :2\pi =l:{\frac {\lambda }{2}}\ ,\ } per cui ci si sposta di un angolo  {\displaystyle \theta =2\cdot {\frac {2\pi }{\lambda }}l=2\ \beta l\ ;\ } nella pratica, le moderne carte di Smith presentano una scala angolare lungo la circonferenza esterna espressa in frazioni di lunghezza d'onda, dunque con un righello si può tracciare una linea dall'origine passante per il punto di partenza fino a raggiungere la scala esterna, spostarsi in senso orario lungo la scala esterna, poi tracciare con un righello una linea fino all'origine la quale interseca la circonferenza in un nuovo punto che è il punto di arrivo
- le coordinate cartesiane, oppure le coordinate polari, del nuovo punto del piano corrispondono al valore del coefficiente di riflessione {\displaystyle \rho (l)} nella posizione lungo la linea posta a distabza {\displaystyle l} dal carico, mentre la corconferenza con {\displaystyle r_{in}} costante e l'arco di corconferenza con {\displaystyle x_{in}} costante che si intersecano in questo punto corrispondono all'impedenza d'ingresso normalizzata {\displaystyle \mathbf {z_{in}} (l)} sempre a distabza {\displaystyle l} dal carico; fatto ciò, l'impedenza d'ingresso è data da

{\displaystyle \mathbf {Z_{in}} (l)=\mathbf {z_{in}} (l)\cdot \mathbf {Z_{0}} }
Caso 4 - Nota l'impedenza d'ingresso a inizio linea {\displaystyle \mathbf {Z_{in}} (x=0)}, oppure il coefficiente di riflessione a inizio linea {\displaystyle \rho (x=0)}, per determinare l'impedenza del carico posto a distanza x a fine linea {\displaystyle \mathbf {Z_{L}} =\mathbf {Z_{in}} (x)} o il coefficiente di riflessione {\displaystyle \rho (x)} presso il carico, invece di utilizzare la (36):
- basta procedere come nel caso precedente, ma spostandosi in senso antiorario

#### Rapporto di onda stazionaria e carta di Smith
Conoscendo l'impedenza d'ingresso {\displaystyle \mathbf {Z_{in}} (x)}, o il coefficiente di riflessione {\displaystyle \rho (x)}, in una qualunque posizione lungo una linea non dissipativa, per esempio l'impedenza del carico a fine linea {\displaystyle \mathbf {Z_{L}} }, o il coefficiente di riflessione a fine linea {\displaystyle \rho (l=0)}, per determinare il rapporto di onda stazionaria lungo una linea non dissipativa si può procedere nel modo seguente:
- individuare il punto del piano le cui coordinate cartesiane corrispondono al valore del coefficiente di riflessione {\displaystyle \rho (x)}, che coincide con il punto del piano in cui si intersecano la circonferenza con {\displaystyle r_{in}} costante e l'arco di corconferenza con {\displaystyle x_{in}} costante corrispondenti al valore dell'impedenza d'ingresso normalizzata

{\displaystyle \mathbf {z_{in}} (x)={\frac {\mathbf {Z_{in}} (x)}{\mathbf {Z_{0}} }}}
- individuare la circonferenza centrata nell'origine e passante per questo punto del piano; operativamente, la si può tracciare con un compasso
- tale circonferenza interseca l'asse delle ascisse (asse delle u) in due punti disposti simmetricamente rispetto all'origine: {\displaystyle P_{1}} con ascissa u negativa e {\displaystyle P_{2}} con ascissa u positiva
- allora il {\displaystyle ROS} è uguale al valore di {\displaystyle r_{in}} corrispondente alla circonferenza con {\displaystyle r_{in}} costante passante per {\displaystyle P_{2}}, mentre il valore di {\displaystyle r_{in}} relativo a {\displaystyle P_{1}} è pari a {\displaystyle 1/ROS}.

Infatti, per prima cosa, cominciamo a dimostrare che, fissato il modulo {\displaystyle |\rho |} del coefficiente di riflessione, cioè fissata una circonferenza centrata nell'origine, il modulo {\displaystyle |\mathbf {z_{in}} |} dell'impedenza d'ingresso normalizzata, lungo tale circonferenza, rispettivamente ha il minimo in {\displaystyle P_{1}} e il massimo in {\displaystyle P_{2}}.
Per provare ciò, basta osservare che, come sappiamo, al variare della posizione x lungo una linea non dissipativa, nel piano complesso della carta di Smith il coefficiente di riflessione {\displaystyle \rho (x)}, che ha modulo costante {\displaystyle |\rho |\leqslant 1}, descrive una circonferenza di raggio {\displaystyle |\rho |} centrata nell'origine. Da ciò segue che la quantità complessa {\displaystyle 1+\rho (x)} descrive una circonferenza di raggio {\displaystyle |\rho |} e centro {\displaystyle (1,0)}. Il modulo {\displaystyle |1+\rho (x)|} è pari alla lunghezza del segmento che congiunge l'origine con il generico punto di questa circonferenza. Ma tale lunghezza ha il minimo e il massimo nei due punti in cui questa circonferenza interseca l'asse delle ascisse: un minimo nel punto più vicino all'origine e il massimo nell'altro punto che è più lontano. Da ciò si comprende che, se {\displaystyle P_{1}} e {\displaystyle P_{2}} sono i due punti in cui la circonferenza, descritta nel piano cartesiano dal coefficiente di riflessione {\displaystyle \rho (x)}, interseca l'asse delle ascisse, allora la funzione {\displaystyle |1+\rho (x)|} ha il minimo nel punto {\displaystyle P_{1}} con ascissa negativa e il massimo nel punto {\displaystyle P_{2}} con ascissa positiva. Ma se ciò è vero per la funzione {\displaystyle |1+\rho (x)|}, a maggior ragione è vero per la funzione {\displaystyle {\frac {|1+\rho (x)|}{|1-\rho (x)|}}}, visto che la funzione {\displaystyle |1-\rho (x)|} ha il minimo e il massimo scambiati e si trova al denominatore. Dunque, ricordando la (46), {\displaystyle P_{1}} e {\displaystyle P_{2}} sono, rispettivamente, il punto di minimo e il punto di massimo della funzione {\displaystyle |\mathbf {z_{in}} (x)|}.
D'altra parte, abbiamo visto che gli archi di circonferenza {\displaystyle x_{in}=x_{0}} nel limite {\displaystyle x_{0}\to 0} collassano sull'asse u delle ascisse. Duque, per i punti {\displaystyle P_{1}} e {\displaystyle P_{2}}, che si trovano sull'asse delle ascisse, si ha {\displaystyle x_{in}=0}, ossia l'impedenza d'ingresso normalizzata {\displaystyle \mathbf {z_{in}} } è un numero reale. Ma allora, essendo sempre {\displaystyle r_{in}>0}, ancora dalla (46) si ha: 
{\displaystyle r_{in}(P_{2})=\mathbf {z_{in}} (P_{2})=|\mathbf {z_{in}} (P_{2})|={\frac {|1+\rho (P_{2})|}{|1-\rho (P_{2})|}}}
e, dato che in {\displaystyle P_{2}} il modulo {\displaystyle |\mathbf {z_{in}} |} ha il massimo, per la (39) si ha: 
{\displaystyle r_{in}(P_{2})={\frac {1+|\rho (P_{2})|}{1-|\rho (P_{2})|}}={\frac {1+|\rho |}{1-|\rho |}}=ROS}
Analogamente, per il punto {\displaystyle P_{1}} si ha: 
{\displaystyle r_{in}(P_{1})=\mathbf {z_{in}} (P_{1})=|\mathbf {z_{in}} (P_{1})|={\frac {|1+\rho (P_{1})|}{|1-\rho (P_{1})|}}}
e, dato che in {\displaystyle P_{1}} il modulo {\displaystyle |\mathbf {z_{in}} |} ha il minimo, si ha: 
{\displaystyle r_{in}(P_{1})={\frac {1-|\rho (P_{1})|}{1+|\rho (P_{1})|}}={\frac {1-|\rho |}{1+|\rho |}}={\frac {1}{ROS}}}
Tuttavia, in molte carte di Smith moderne è presente una scala in basso graduata in modo tale che, per leggere il valore del {\displaystyle ROS}, occorre tracciare con un righello una linea verticale verso il basso dal punto {\displaystyle P_{1}} invece che dal punto {\displaystyle P_{2}}.
Osserviamo, infine, che, data una linea di trasmissione non dissipativa, per il fatto che, nel piano complesso della carta di Smith, lungo le circonferenze centrate nell'origine il modulo del coefficiente di riflessione è costante, e quindi, per la (39), è costante anche il rapporto di onda stazionaria, tali circonferenze sono dette circonferenze a {\displaystyle ROS} costante.

### Ammettenze normalizzate e carta di Smith delle ammettenze
L'ammettenza d'ingresso normalizzata in una generica posizione x lungo una linea di trasmissione è definita come il reciproco dell'impedenza d'ingresso normalizzata: 
(52){\displaystyle \ \mathbf {y_{in}} (x)={\frac {1}{\mathbf {z_{in}} (x)}}}
Analogamente, l'ammettenza del carico nornalizzata è definita come: 
(53){\displaystyle \ \mathbf {y_{L}} ={\frac {1}{\mathbf {z_{L}} }}}
Alcune relazioni precedenti possono essere riscritte in termini di ammettenze normalizzate.
Per esempio, dalla (45) si ha: 
(54){\displaystyle \ \mathbf {y_{in}} (l=0)=\mathbf {y_{L}} }
mentre dalla (46): 
(55){\displaystyle \ \mathbf {y_{in}} (x)={\frac {1-\rho (x)}{1+\rho (x)}}}
così come della (46'): 
(55'){\displaystyle \ \mathbf {y_{in}} (l)={\frac {1-\rho (l)}{1+\rho (l)}}}
In particolare, a distanza nulla {\displaystyle l=0} dal carico, ossia a fine linea, dalla (46'') si ha:
(55''){\displaystyle \ \mathbf {y_{L}} ={\frac {1-\rho (l=0)}{1+\rho (l=0)}}}
Per invertire la (55), osserviamo che dalla (47) si ha:
{\displaystyle \rho (x)={\frac {{\frac {1}{\mathbf {y_{in}} (x)}}-1}{{\frac {1}{\mathbf {y_{in}} (x)}}+1}}={\frac {\frac {1-\mathbf {y_{in}} (x)}{\mathbf {y_{in}} (x)}}{\frac {1+\mathbf {y_{in}} (x)}{\mathbf {y_{in}} (x)}}}}
ossia:
(56){\displaystyle \ \rho (x)={\frac {1-\mathbf {y_{in}} (x)}{1+\mathbf {y_{in}} (x)}}}
oppure, analogamente:
(56'){\displaystyle \ \rho (l)={\frac {1-\mathbf {y_{in}} (l)}{1+\mathbf {y_{in}} (l)}}}
In particolare, a distanza nulla {\displaystyle l=0} dal carico, ossia a fine linea:
(56''){\displaystyle \ \rho (l=0)={\frac {1-\mathbf {y_{L}} }{1+\mathbf {y_{L}} }}}
Assodato ciò, data una linea non dissipativa, la costruzione della carta di Smith delle ammettenze è analoga a quella delle impedenze, cioè nel piano cartesiano {\displaystyle (Re[\rho ],Im[\rho ])} si considerano le famiglie di curve corrispondenti ai luoghi dei punti in cui la parte reale e la parte immaginaria dell'ammettenza d'ingresso normalizzata {\displaystyle \mathbf {y_{in}} (x)}, in una generica posizione x lungo la linea di trasmissione, assumono valori costanti.
Per trovare queste due famiglie di curve, osserviamo che, posto:
{\displaystyle \ \ \ \rho (x)\ =\ \rho \ \ \ =Re[\rho ]\ \ \ +\ j\ Im[\rho ]\ \ \ =u\ \ \ +jw}
{\displaystyle \ \mathbf {y_{in}} (x)=\mathbf {y_{in}} =Re[\mathbf {y_{in}} ]+j\ Im[\mathbf {y_{in}} ]=g_{in}+jb_{in}\ ,}
con passaggi analoghi a quelli visti per la carta di Smith delle impedenze, dalla (55) si può dimostrare che risulta:
(57){\displaystyle {\begin{aligned}\ \mathbf {y_{in}} =g_{in}+jb_{in}\\[6pt]={\frac {1-u^{2}-w^{2}}{(1+u)^{2}+w^{2}}}-j\left({\frac {2w}{(1+u)^{2}+w^{2}}}\right)\\[6pt]\end{aligned}}}
Da ciò segue che l'equazione del luogo dei punti per cui la parte reale dell'ammettenza d'ingresso normalizzata è costante, ossia {\displaystyle g_{in}=g_{0}}, si scrive:
(58){\displaystyle \ \left(u+{\frac {g_{0}}{1+g_{0}}}\right)^{2}+w^{2}=\left({\frac {1}{1+g_{0}}}\right)^{2}}
che è l'equazione di una circonferenza di raggio {\displaystyle 1/(1+g_{0})} e centro {\displaystyle (-g_{0}/(1+g_{0}),0)}. Ad esempio, i punti caratterizzati da {\displaystyle g_{in}=1} si trovano sulla circonferenza centrata in {\displaystyle (-1/2,0)} e di raggio 1/2.
Invece, l'equazione del luogo dei punti per cui la parte immaginaria dell'ammettenza d'ingresso normalizzata è costante, ossia {\displaystyle b_{in}=b_{0}}, si scrive:
(59){\displaystyle \ \left(u+1\right)^{2}+\left(w+{\frac {1}{b_{0}}}\right)^{2}={\frac {1}{b_{0}^{2}}}}
che è l'equazione di una circonferenze di raggio {\displaystyle 1/|b_{0}|} e centro {\displaystyle (-1,-1/b_{0})}. Considerando il limite per {\displaystyle b_{0}\to 0}, si deduce che, anche per la carta di Smith delle ammettenze, i punti a parte immaginaria nulla si trovano sull'asse u della carta di Smith.
Come si può verificare, anche per la carta di Smith delle ammettenze, le circonferenze a parte immaginaria costante, ossia {\displaystyle b_{in}=b_{0}}, non sono interamente contenute nel dominio della carta, quindi nel cerchio di raggio unitario centrato nell'origine sono inclusi solo degli archi di tali circonferenze.
Confrontando la (50') con la (58) e la (51') con la (59), si comprende che la carta di Smith delle ammettenze è identica a quella delle impedenze ma, rispetto a quest'ultima, risulta ruotata di {\displaystyle 180^{\circ }}.
Infine, anche per la carta di Smith delle ammettenze, l'asse u delle ascisse divide la carta in due regioni: quella superiore corrispondente ad ammettenze d'ingresso a suscettanza induttiva ({\displaystyle b_{in}<0}) e quella inferiore corrispondente ad ammettenze d'ingresso a suscettanza capacitiva ({\displaystyle b_{in}>0}).

## Caratteristiche di alcune linee di trasmissione

### Cavo coassiale
Il cavo coassiale è una linea di trasmissione costituita da un conduttore interno centrale e da un conduttore esterno che funge da schermo. Tra questi due conduttori, disposti in modo da essere concentrici (ovvero, sullo stesso asse), è posto un dielettrico.
Indicando con {\displaystyle r_{1}} il raggio del conduttore interno centrale, con {\displaystyle r_{2}} il raggio interno del conduttore esterno che fa da schermo, con {\displaystyle \varepsilon } e {\displaystyle \mu }, rispettivamente, la costante dielettrica e la permeabilità magnetica del dielettrico posto tra i due, si ha:
{\displaystyle C={\frac {2\pi \varepsilon }{\ln {\frac {r_{2}}{r_{1}}}}}}
{\displaystyle L={\frac {\mu }{2\pi }}\ln {\frac {r_{2}}{r_{1}}}}
e supponendo valida l'ipotesi di linea non dissipativa:
{\displaystyle v={\frac {1}{\sqrt {LC}}}={\frac {1}{\sqrt {\varepsilon \mu }}}\approx {\frac {1}{\sqrt {\varepsilon _{r}\varepsilon _{0}\mu _{0}}}}={\frac {c}{\sqrt {\varepsilon _{r}}}}}
{\displaystyle R_{0}={\sqrt {\frac {L}{C}}}={\frac {1}{2\pi }}{\sqrt {\frac {\mu }{\varepsilon }}}\ln {\frac {r_{2}}{r_{1}}}\approx {\frac {1}{2\pi }}{\sqrt {\frac {\mu _{0}}{\varepsilon _{r}\varepsilon _{0}}}}\ln {\frac {r_{2}}{r_{1}}}}
dove {\displaystyle \varepsilon _{0}} e {\displaystyle \mu _{0}} sono la costante dielettrica e la permeabilità magnetica nel vuoto e {\displaystyle \varepsilon _{r}} e {\displaystyle \mu _{r}} (generalmente uguale ad 1) sono i valori di costante dielettrica relativa e permeabilità magnetica relativa nel dielettrico; {\displaystyle c} la velocità della luce nel vuoto. Come si può notare, la velocità di propagazione all'interno del cavo dipende, in sostanza, solo da {\displaystyle {\frac {1}{\sqrt {\varepsilon _{r}}}}} e, poiché per i cavi solitamente in commercio {\displaystyle \varepsilon _{r}\approx 2}, si ha che {\displaystyle v\approx 0.7c}.
Se nella precedente espressione di {\displaystyle R_{0}} andiamo a scrivere {\displaystyle \varepsilon } come {\displaystyle \varepsilon _{r}\varepsilon _{0}} e {\displaystyle \mu } come {\displaystyle \mu _{r}\mu _{0}} in modo che compaia l'impedenza caratteristica del vuoto {\displaystyle {\sqrt {\frac {\mu _{0}}{\varepsilon _{0}}}}} pari, come è noto, a 377 ohm, allora l'impedenza caratteristica {\displaystyle R_{0}} di un cavo coassiale, espressa in ohm, diventa:
{\displaystyle R_{0}(ohm)={\frac {1}{2\pi }}{\sqrt {\frac {\mu _{r}\mu _{0}}{\varepsilon _{r}\varepsilon _{0}}}}\ln {\frac {r_{2}}{r_{1}}}={\frac {1}{2\pi }}377{\sqrt {\frac {\mu _{r}}{\varepsilon _{r}}}}\ln {\frac {r_{2}}{r_{1}}}={\frac {377\ln 10}{2\pi }}{\sqrt {\frac {\mu _{r}}{\varepsilon _{r}}}}{\frac {\ln {\frac {r_{2}}{r_{1}}}}{\ln 10}}=138{\sqrt {\frac {\mu _{r}}{\varepsilon _{r}}}}\log _{10}{\frac {r_{2}}{r_{1}}}\approx 138{\sqrt {\frac {1}{\varepsilon _{r}}}}\log _{10}{\frac {r_{2}}{r_{1}}}}

### Linea bifilare (doppino)
La linea bilifalare, o piattina bifilare, o doppino, è costituita da due fili paralleli, ciascuno di raggio {\displaystyle r} e posti a distanza {\displaystyle d}. Indicando con {\displaystyle \varepsilon } e {\displaystyle \mu }, rispettivamente, la costante dielettrica e la permeabilità magnetica del dielettrico, di solito l'aria, in cui i due fili sono immersi, si ha:
{\displaystyle C={\frac {\pi \varepsilon }{ln{\frac {d}{r}}}}\approx {\frac {\pi \varepsilon _{0}}{ln{\frac {d}{r}}}}}
{\displaystyle L={\frac {\mu }{\pi }}\ln {\frac {d}{r}}\approx {\frac {\mu _{0}}{\pi }}\ln {\frac {d}{r}}}
e supponendo valida l'ipotesi di linea non dissipativa:
{\displaystyle v={\frac {1}{\sqrt {LC}}}={\frac {1}{\sqrt {\varepsilon \mu }}}\approx {\frac {1}{\sqrt {\varepsilon _{0}\mu _{0}}}}=c}
{\displaystyle R_{0}={\sqrt {\frac {L}{C}}}={\frac {1}{\pi }}{\sqrt {\frac {\mu }{\varepsilon }}}\ln {\frac {d}{r}}\approx {\frac {1}{\pi }}{\sqrt {\frac {\mu _{0}}{\varepsilon _{0}}}}\ln {\frac {d}{r}}}
poiché per l'aria si ha {\displaystyle \varepsilon \approx \varepsilon _{0}} ossia {\displaystyle \varepsilon _{r}\approx 1} e {\displaystyle \mu \approx \mu _{0}} ossia {\displaystyle \mu _{r}\approx 1}.
Da ciò, se andiamo a scrivere {\displaystyle \varepsilon } come {\displaystyle \varepsilon _{r}\varepsilon _{0}} e {\displaystyle \mu } come {\displaystyle \mu _{r}\mu _{0}} in modo che compaia l'impedenza caratteristica del vuoto, segue che l'impedenza caratteristica della linea bifilare, espressa in ohm, vale:
{\displaystyle R_{0}(ohm)={\frac {1}{\pi }}{\sqrt {\frac {\mu _{r}\mu _{0}}{\varepsilon _{r}\varepsilon _{0}}}}\ln {\frac {d}{r}}={\frac {1}{\pi }}377{\sqrt {\frac {\mu _{r}}{\varepsilon _{r}}}}\ln {\frac {d}{r}}={\frac {377\ln 10}{\pi }}{\sqrt {\frac {\mu _{r}}{\varepsilon _{r}}}}{\frac {\ln {\frac {d}{r}}}{\ln 10}}=276{\sqrt {\frac {\mu _{r}}{\varepsilon _{r}}}}\log _{10}{\frac {d}{r}}\approx 276\log _{10}{\frac {d}{r}}}